# История исследования Солнечной системы
Здесь представлена история исследования Солнечной системы в хронологическом порядке запуска космических аппаратов. Список включает:
- Все космические аппараты, покинувшие орбиту Земли с целью исследования Солнечной системы (или же запущенные с этой целью, но неуспешно), в том числе аппараты для исследования Луны.
- Небольшое число первых в своём роде или примечательных аппаратов, выведенных на околоземную орбиту.

Список не включает:
- Подавляющее большинство искусственных спутников Земли.
- Запущенные в космическое пространство аппараты, не связанные с исследованием Солнечной системы (такие как космические телескопы, нацеленные на далёкие галактики, космические обсерватории реликтового излучения и т. п.)[источник не указан 2288 дней].

В списке указаны даты запуска, а не более поздние даты сделанных открытий — иногда значительно более поздние. Исключения сделаны для первых пролётов планет и для первых мягких посадок на небесные тела (например, «Вояджер-2», запущенный 20 августа 1977 — достиг Нептуна только в 1989 году; зонд «Розетта», запущенный 2 марта 2004 года — посадил спускаемый аппарат на поверхность ядра кометы 12 ноября 2014 года).
Экспедиции, выделенные курсивом, не завершены, то есть пока не признаны успешными или неудачными.
Некоторые[какие?] экспедиции, не выделенные курсивом, всё ещё продолжаются или продлены.

## 1951—1960
1957

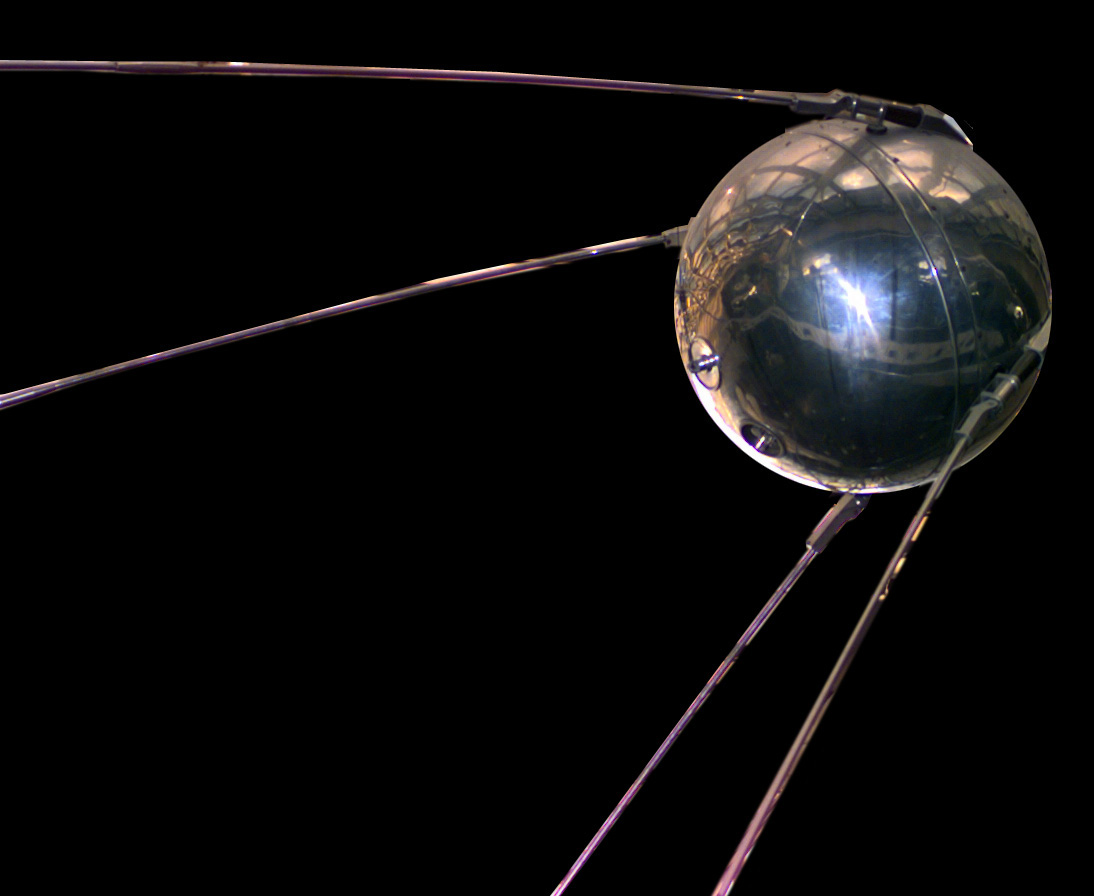
«Спутник-1» — первый искусственный спутник Земли

- Спутник-1 — 4 октября 1957 — первый искусственный спутник Земли; первый советский спутник
- Спутник-2 — 3 ноября 1957 — искусственный спутник Земли; первое животное на орбите — собака Лайка
- Авангард TV3 — 6 декабря 1957 — попытка запуска искусственного спутника Земли (неудачная)

1958
- Эксплорер-1 — 1 февраля 1958 — искусственный спутник Земли; первый американский спутник, открыл радиационный пояс Ван Аллена
- Авангард-1 — 17 марта 1958 — искусственный спутник Земли
- Пионер-0 — 17 августа 1958 — попытка запустить спутник Луны (неудачный запуск)
- Луна-1A (Луна-1958A) — 23 сентября 1958 — попытка достичь Луны? (неудачный запуск)
- Пионер-1 — 11 октября 1958 — попытка запустить спутник Луны (неудачный запуск)
- Луна-1B (Луна-1958B) — 12 октября 1958 — попытка достичь Луны? (неудачный запуск)
- Пионер-2 — 8 ноября 1958 — попытка запустить спутник Луны (неудачный запуск)
- Луна-1C (Луна-1958C) — 4 декабря 1958 — попытка достичь Луны? (неудачный запуск)
- Пионер-3 — 6 декабря 1958 — попытка облёта Луны (неудачный запуск)

1959
- Луна-1 — 2 января 1959 — первый пролёт вблизи Луны (попытка достичь Луны?); первый искусственный спутник Солнца
- Пионер-4 — 3 марта 1959 — облёт Луны
- Луна-2A (Луна-1959A) — 16 июня 1959 — попытка достичь Луны? (неудачный запуск)
- Луна-2 — 12 сентября 1959 — первый аппарат, достигший Луны
- Луна-3 — 4 октября 1959 — облёт Луны; первые снимки обратной стороны Луны
- Пионер P-3 — 26 ноября 1959 — попытка запустить спутник Луны (неудачный запуск)

1960
- Пионер-5 — 11 марта 1960 — исследования межпланетного пространства
- Луна-4A (Луна-1960A) — 15 апреля 1960 — попытка облёта Луны (неудачный запуск)
- Луна-4B (Луна-1960B) — 18 апреля 1960 — попытка облёта Луны (неудачный запуск)
- Пионер P-30 — 25 сентября 1960 — попытка запустить спутник Луны (неудачный запуск)
- Марс-1960A — 10 октября 1960 — попытка облёта Марса (неудачный запуск)
- Марс-1960B — 14 октября 1960 — попытка облёта Марса (неудачный запуск)
- Пионер P-31 — 15 декабря 1960 — попытка запустить спутник Луны (неудачный запуск)

## 1961—1970
1961

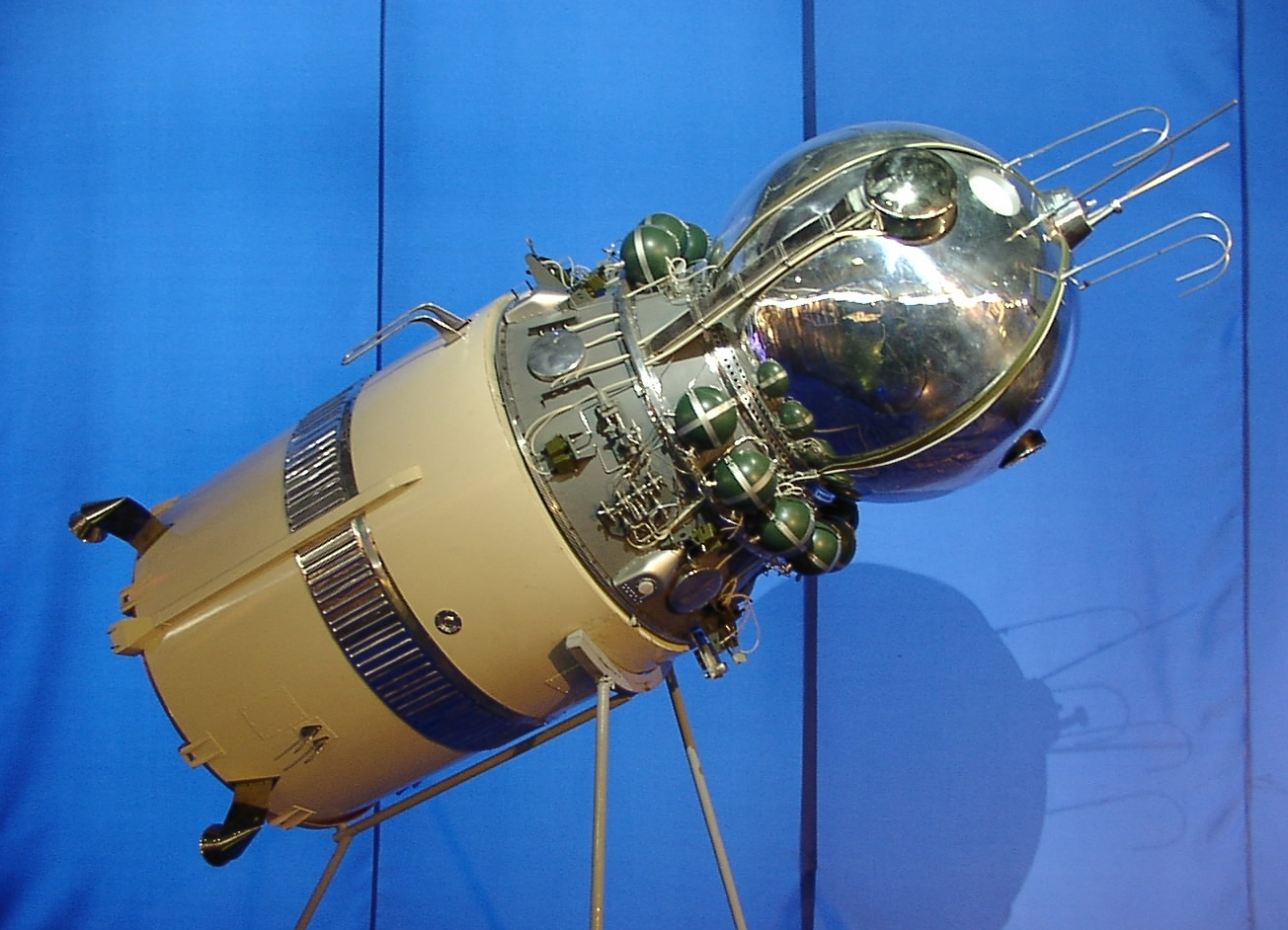
«Восток-1» — первый пилотируемый искусственный спутник Земли

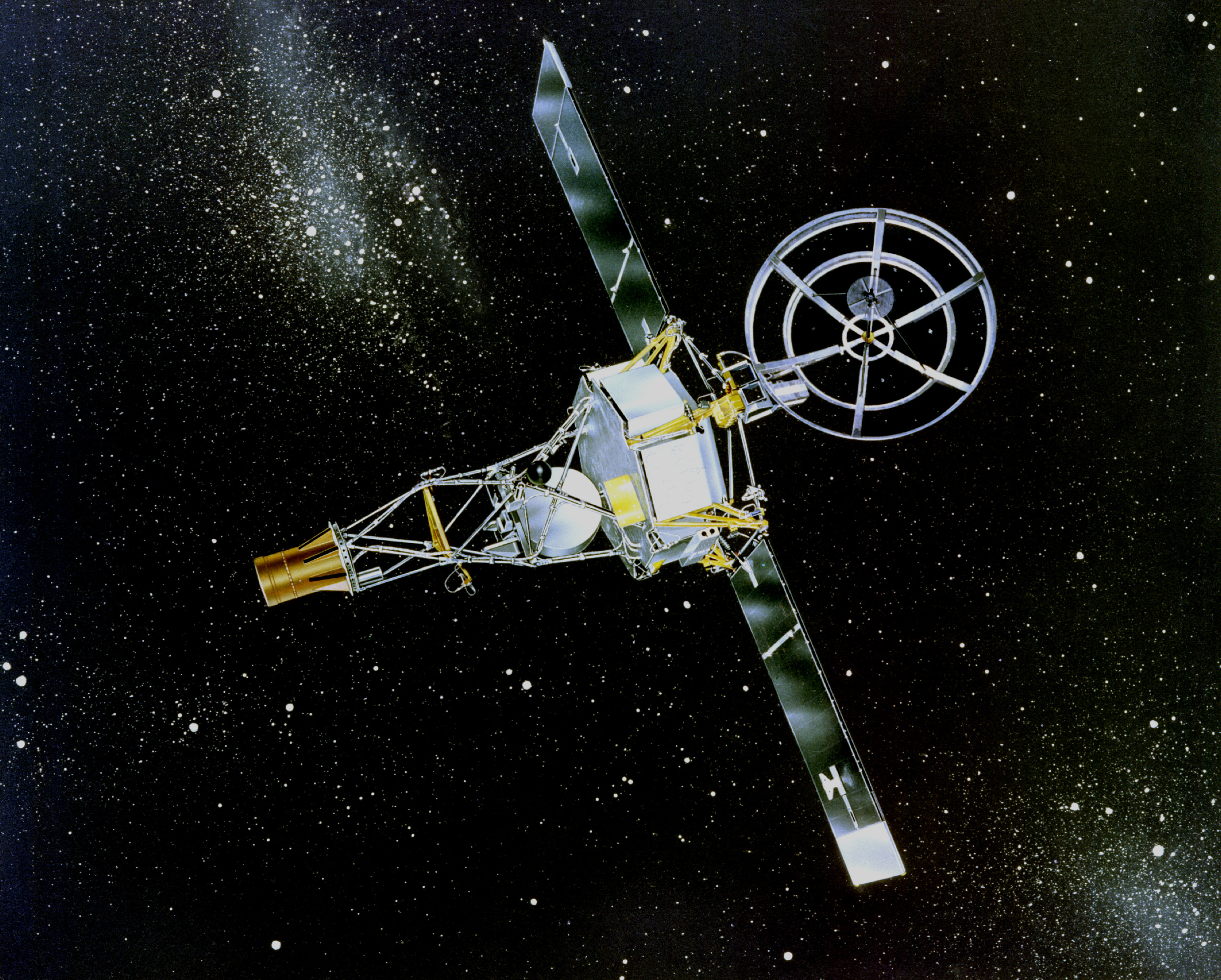
«Маринер-2» — первый пролёт вблизи Венеры

- Тяжёлый спутник 01 — 4 февраля 1961 — попытка достичь Венеры (не смог покинуть околоземную орбиту)
- Венера-1 — 12 февраля 1961 — облёт Венеры (потеряна связь)
- Восток-1 — 12 апреля 1961 — первый пилотируемый орбитальный космический полёт
- Меркурий-Редстоун-3 — 5 мая 1961 — первый пилотируемый суборбитальный космический полёт США
- Рейнджер-1 — 23 августа 1961 — попытка испытательного полёта к Луне
- Рейнджер-2 — 18 ноября 1961 — попытка испытательного полёта к Луне

1962
- Рейнджер-3 — 26 января 1962 — попытка достичь поверхности Луны (промахнулся мимо Луны)
- Меркурий-Атлас-6 — 20 февраля 1962 — первый пилотируемый орбитальный космический полёт США
- Рейнджер-4 — 23 апреля 1962 — жёсткая посадка на Луне (из-за неполадок разбился на обратной стороне Луны и не выполнил фотографирование поверхности)
- Маринер-1 — 22 июля 1962 — попытка облёта Венеры (неудачный запуск)
- 2МВ-1 № 1 (Спутник-19) — 25 августа 1962 — попытка посадки на Венере (не смог покинуть околоземную орбиту)
- Маринер-2 — 27 августа 1962 — первый пролёт вблизи другой планеты — Венеры
- 2МВ-1 № 2 (Спутник-20) — 1 сентября 1962 — попытка посадки на Венере (не смог покинуть околоземную орбиту)
- 2МВ-2 № 1 (Спутник-21) — 12 сентября 1962 — попытка облёта Венеры (авария на околоземной орбите)
- Рейнджер-5 — 18 октября 1962 — попытка достичь поверхности Луны (промахнулся мимо Луны)
- 2МВ-4 № 1 (Спутник-22) — 24 октября 1962 — попытка облёта Марса (авария на околоземной орбите)
- Марс-1 — 1 ноября 1962 — облёт Марса (потеряна связь)
- 2МВ-3 № 1 (Спутник-24) — 4 ноября 1962 — попытка посадки на Марс (авария при выводе на околоземную орбиту)

1963
- Луна-4C (Спутник-25) — 4 января 1963 — попытка посадки на Луне (не смог покинуть околоземную орбиту)
- Луна-1963B — 2 февраля 1963 — попытка посадки на Луне (неудачный запуск)
- Луна-4 — 2 апреля 1963 — попытка посадки на Луне (промахнулась мимо Луны)
- Космос-21 — 11 ноября 1963 — попытка испытательного полёта к Венере?

1964

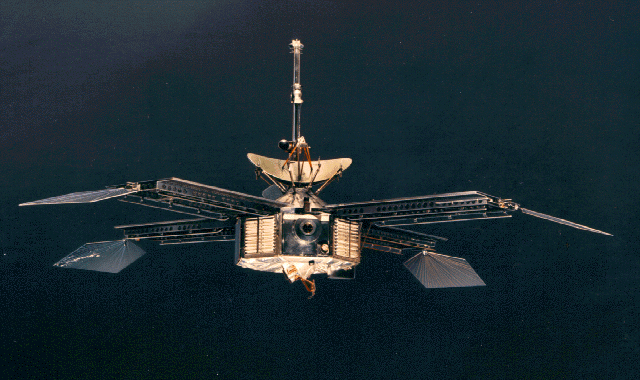
«Маринер-4» — первый пролёт вблизи Марса

- Рейнджер-6 — 30 января 1964 — жёсткая посадка на Луне (неисправность аппаратуры)
- Венера-1964A — 19 февраля 1964 — попытка облёта Венеры (неудачный запуск)
- Венера-1964B — 1 марта 1964 — попытка облёта Венеры (неудачный запуск)
- Е-6 № 6 — 21 марта 1964 — попытка посадки на Луне (неудачный запуск)
- Космос-27 — 27 марта 1964 — попытка облёта Венеры (не смог покинуть околоземную орбиту)
- Зонд-1 — 2 апреля 1964 — облёт Венеры (потеряна связь)
- Луна-1964B — 20 апреля 1964 — попытка посадки на Луне (неудачный запуск)
- Зонд 1964A — 4 июня 1964 — попытка облёта Луны (неудачный запуск)
- Рейнджер-7 — 28 июля 1964 — жёсткая посадка на Луне
- Маринер-3 — 5 ноября 1964 — попытка исследования Марса с пролётной траектории (аварийный запуск, не отделился головной обтекатель)
- Маринер-4 — 28 ноября 1964 — первый пролёт вблизи Марса; первые снимки другой планеты с близкого расстояния
- Зонд-2 — 30 ноября 1964 — облёт Марса (потеряна связь)

1965
- Рейнджер-8 — 17 февраля 1965 — жёсткая посадка на Луне
- Космос-60 — 12 марта 1965 — попытка посадки на Луне (не смог покинуть околоземную орбиту)
- Рейнджер-9 — 21 марта 1965 — жёсткая посадка на Луне
- Луна-1965A — 10 апреля 1965 — попытка посадки на Луне? (неудачный запуск)
- Луна-5 — 9 мая 1965 — жёсткая посадка на Луне (планировалась мягкая посадка)
- Луна-6 — 8 июня 1965 — попытка посадки на Луне (промахнулась мимо Луны)
- Зонд-3 — 18 июля 1965 — пролёт Луны, первые высококачественные фотографии обратной стороны Луны.
- Луна-7 — 4 октября 1965 — жёсткая посадка на Луне (планировалась мягкая посадка)
- Венера-2 — 12 ноября 1965 — облёт Венеры (потеряна связь)
- Венера-3 — 16 ноября 1965 — попытка посадки на Венере (потеряна связь); первый аппарат, достигший поверхности другой планеты (Венеры — 1 марта 1966 года)
- Космос-96 — 23 ноября 1965 — попытка посадки на Венере (не смог покинуть околоземную орбиту)
- Венера-1965A — 26 ноября 1965 — попытка облёта Венеры (неудачный запуск)
- Луна-8 — 3 декабря 1965 — жёсткая посадка на Луне (планировалась мягкая посадка?)
- Пионер-6 — 16 декабря 1965 — наблюдения «космической погоды»

1966
- Луна-9 — 31 января 1966 — первая мягкая посадка на Луне (3 февраля 1966 года), первые снимки поверхности Луны вблизи места посадки
- Космос-111 — 1 марта 1966 — попытка запустить спутник Луны? (не смог покинуть околоземную орбиту)
- Луна-10 — 31 марта 1966 — первый искусственный спутник Луны
- Луна-1966A — 30 апреля 1966 — попытка запустить спутник Луны? (неудачный запуск)
- Сервейер-1 — 30 мая 1966 — посадка на Луне
- Эксплорер-33 — 1 июля 1966 — попытка запустить спутник Луны (не удалось выйти на окололунную орбиту)
- Лунар орбитер-1 — 10 августа 1966 — искусственный спутник Луны
- Пионер-7 — 17 августа 1966 — наблюдения «космической погоды»
- Луна-11 — 24 августа 1966 — искусственный спутник Луны
- Сервейер-2 — 20 сентября 1966 — жёсткая посадка на Луне (планировалась мягкая посадка)
- Луна-12 — 22 октября 1966 — искусственный спутник Луны
- Лунар орбитер-2 — 6 ноября 1966 — искусственный спутник Луны
- Луна-13 — 21 декабря 1966 — посадка на Луне

1967
- Лунар орбитер-3 — 4 февраля 1967 — искусственный спутник Луны
- Сервейер-3 — 17 апреля 1967 — посадка на Луне
- Лунар орбитер-4 — 8 мая 1967 — искусственный спутник Луны
- Венера-4 — 12 июня 1967 — первая доставка спускаемого аппарата в атмосферу Венеры, первые прямые измерения температуры, плотности, давления и химического состава атмосферы Венеры
- Маринер-5 — 14 июня 1967 — облёт Венеры
- Космос-167 — 17 июня 1967 — попытка доставить спускаемый аппарат в атмосферу Венеры (не смог покинуть околоземную орбиту)
- Сервейер-4 — 14 июля 1967 — жёсткая посадка на Луне (планировалась мягкая посадка)
- Эксплорер-35 (IMP-E) — 19 июля 1967 — искусственный спутник Луны
- Лунар орбитер-5 — 1 августа 1967 — искусственный спутник Луны
- Сервейер-5 — 8 сентября 1967 — посадка на Луне
- Зонд 1967A — 28 сентября 1967 — попытка испытательного полёта к Луне (неудачный запуск)
- Сервейер-6 — 7 ноября 1967 — посадка на Луне
- Зонд 1967B — 22 ноября 1967 — попытка испытательного полёта к Луне (неудачный запуск)
- Пионер-8 — 13 декабря 1967 — наблюдения «космической погоды»

1968

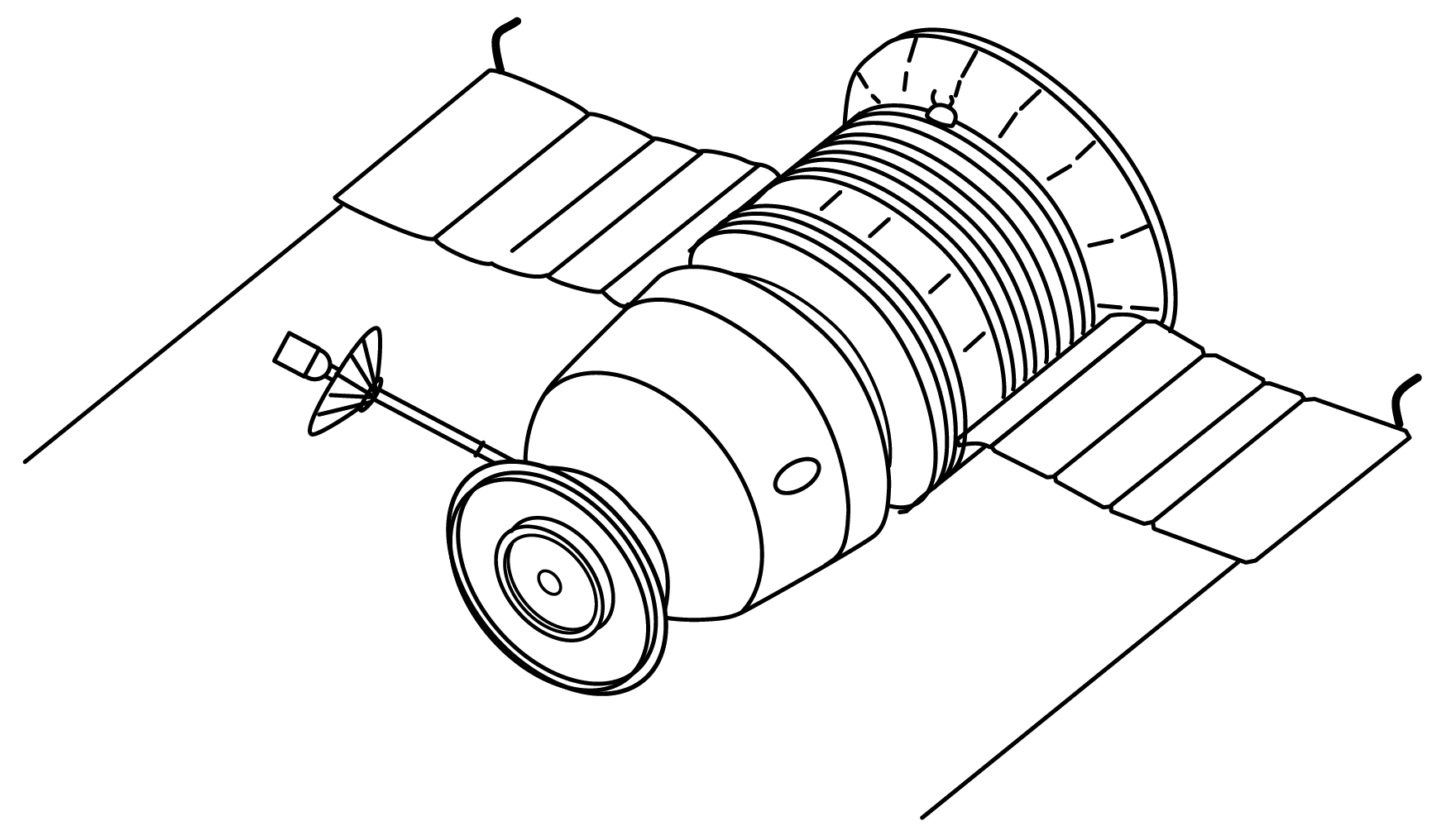
«Зонд-5» — первый облёт Луны и возврат на Землю

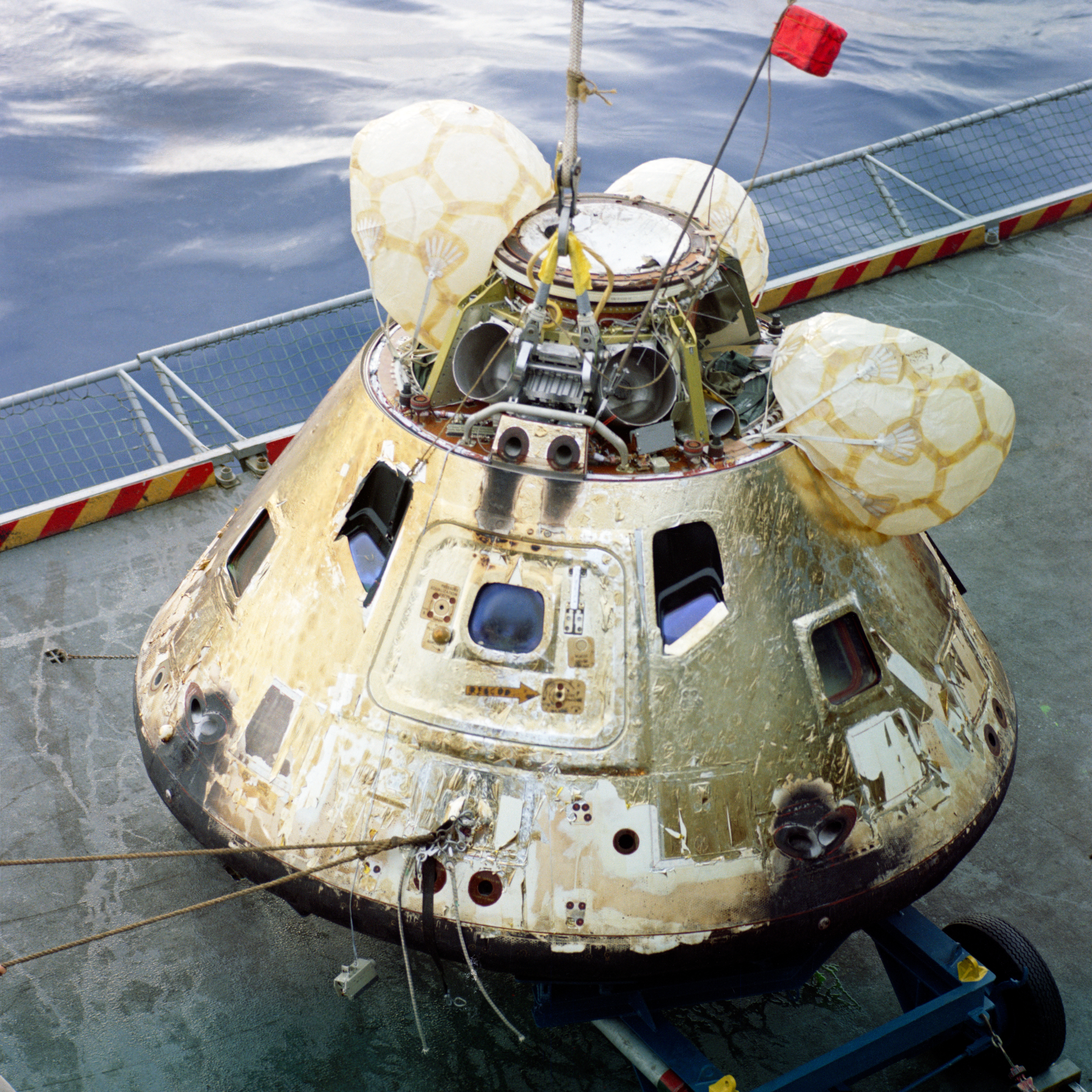
«Аполлон-8» — первый пилотируемый спутник Луны

- Сервейер-7 — 7 января 1968 — посадка на Луне
- Луна-1968A — 7 февраля 1968 — попытка запустить спутник Луны (неудачный запуск)
- Зонд-4 — 2 марта 1968 — полётные испытания в рамках лунной программы
- Луна-14 — 7 апреля 1968 — искусственный спутник Луны
- Зонд 1968A — 23 апреля 1968 — попытка испытательного полёта к Луне? (неудачный запуск)
- Зонд-5 — 15 сентября 1968 — первый облёт Луны и возврат на Землю
- Пионер-9 — 8 ноября 1968 — наблюдения «космической погоды»
- Зонд-6 — 10 ноября 1968 — облёт Луны и возврат на Землю
- Аполлон-8 — 21 декабря 1968 — первый пилотируемый облёт Луны

1969

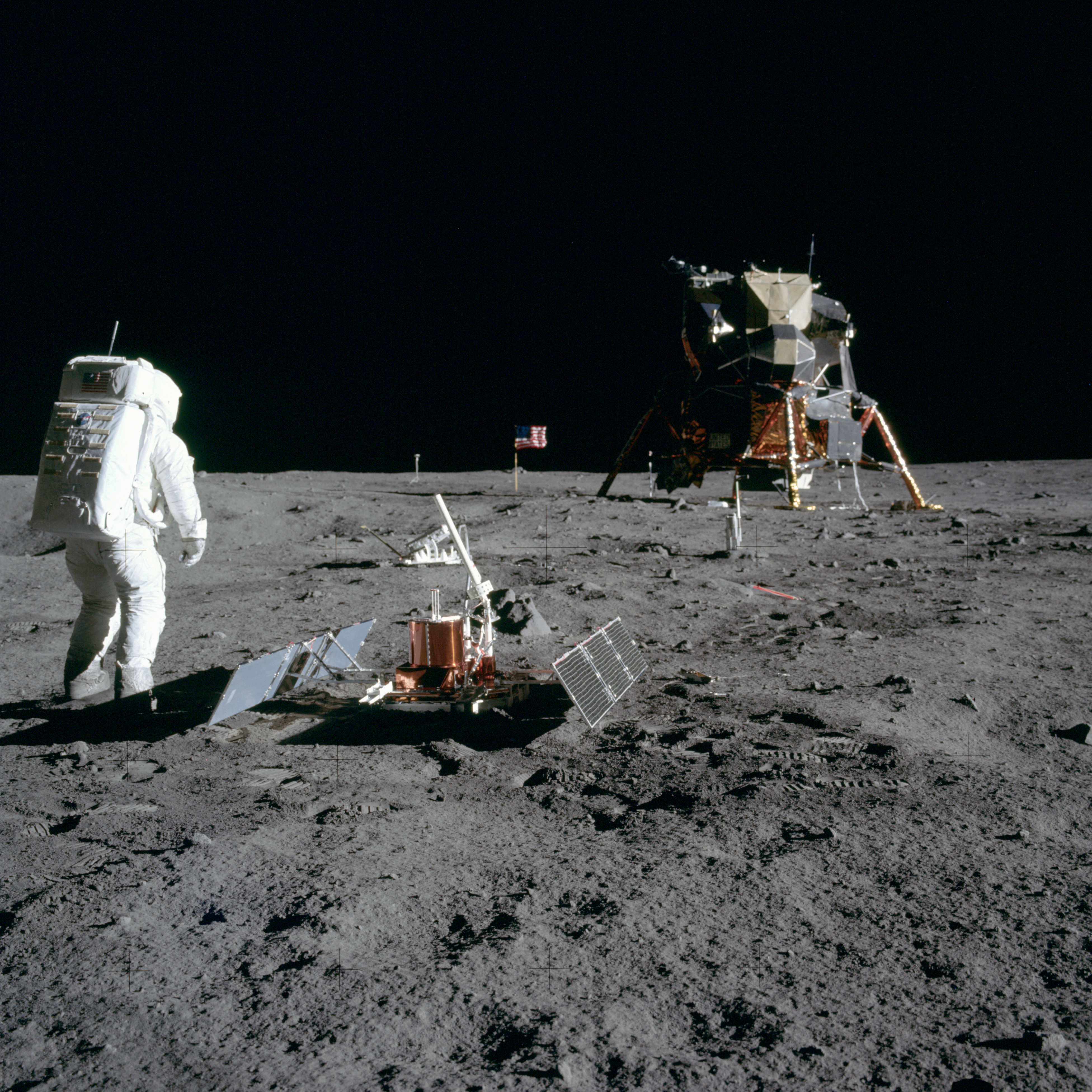
«Аполлон-11» — первая пилотируемая посадка на Луне

- Венера-5 — 5 января 1969 — доставка спускаемого аппарата в атмосферу Венеры
- Венера-6 — 10 января 1969 — доставка спускаемого аппарата в атмосферу Венеры
- Зонд 1969A — 20 января 1969 — попытка облёта Луны с возвратом на Землю (неудачный запуск)
- Луна-1969A — 19 февраля 1969 — попытка доставить на Луну планетоход? (неудачный запуск)
- Зонд Л1С-1 — 21 февраля 1969 — попытка запустить спутник Луны (неудачный запуск)
- Маринер-6 — 25 февраля 1969 — облёт Марса
- Аполлон-9 — 3 марта 1969 — полётные испытания обитаемого лунного модуля
- Маринер-7 — 27 марта 1969 — облёт Марса
- Марс-1969A — 27 марта 1969 — попытка запустить спутник Марса (неудачный запуск)
- Марс-1969B — 2 апреля 1969 — попытка запустить спутник Марса (неудачный запуск)
- Луна-1969B — 15 апреля 1969 — попытка доставки на Землю образцов лунного грунта? (неудачный запуск)
- Аполлон-10 — 18 мая 1969 — пилотируемый спутник Луны
- Луна-1969C — 14 июня 1969 — попытка доставки на Землю образцов лунного грунта? (неудачный запуск)
- Зонд Л1С-2 — 3 июля 1969 — попытка запустить спутник Луны (неудачный запуск)
- Луна-15 — 13 июля 1969 — искусственный спутник Луны (попытка посадки на Луне?)
- Аполлон-11 — 16 июля 1969 — первая пилотируемая посадка на Луну и первая доставка на Землю образцов лунного грунта
- Зонд-7 — 7 августа 1969 — облёт Луны и возврат на Землю
- Пионер-E — 27 августа 1969 — планировался для наблюдений «космической погоды» (неудачный запуск)
- Космос-300 — 23 сентября 1969 — попытка доставки на Землю образцов лунного грунта? (не смог покинуть околоземную орбиту)
- Космос-305 — 22 октября 1969 — попытка доставки на Землю образцов лунного грунта? (не смог покинуть околоземную орбиту)
- Аполлон-12 — 14 ноября 1969 — пилотируемая посадка на Луне

1970
- Луна-1970A — 6 февраля 1970 — попытка доставки на Землю образцов лунного грунта? (неудачный запуск)
- Луна-1970B — 19 февраля 1970 — попытка запустить спутник Луны? (неудачный запуск)
- Аполлон-13 — 11 апреля 1970 — пилотируемый облёт Луны и возврат на Землю (пилотируемая посадка на Луне отменена)
- Венера-7 — 17 августа 1970 — первая мягкая посадка на Венеру (15 декабря 1970 года)
- Космос-359 — 22 августа 1970 — попытка доставить спускаемый аппарат в атмосферу Венеры (не смог покинуть околоземную орбиту)
- Луна-16 — 12 сентября 1970 — первая доставка на Землю образцов лунного грунта автоматическим аппаратом
- Зонд-8 — 20 октября 1970 — облёт Луны и возврат на Землю
- Луна-17/Луноход-1 — 10 ноября 1970 — первый планетоход на Луне

## 1971—1980
1971

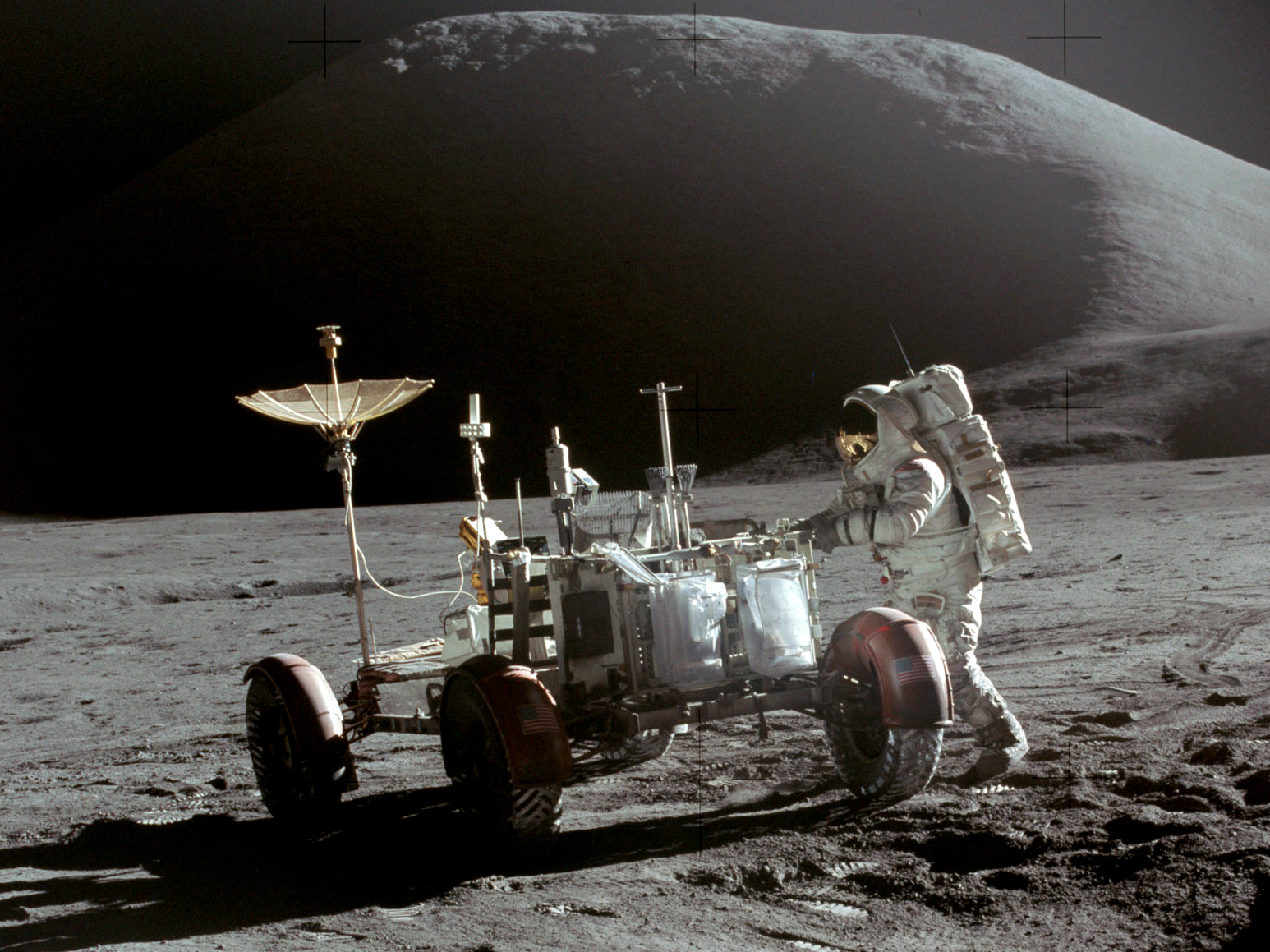
Астронавт возле «лунного автомобиля»

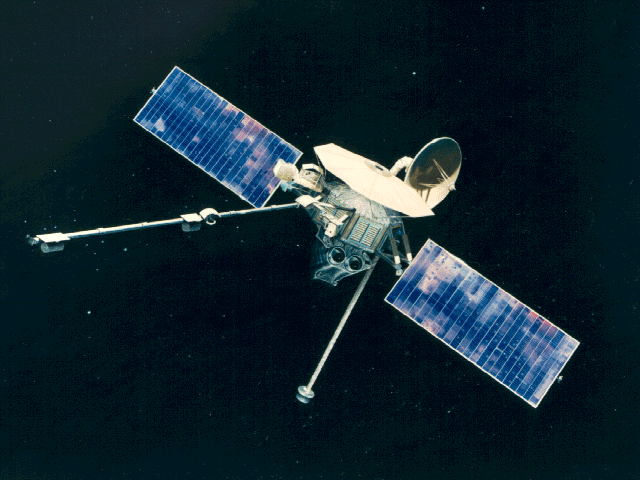
«Маринер-10» — первый пролёт вблизи Меркурия

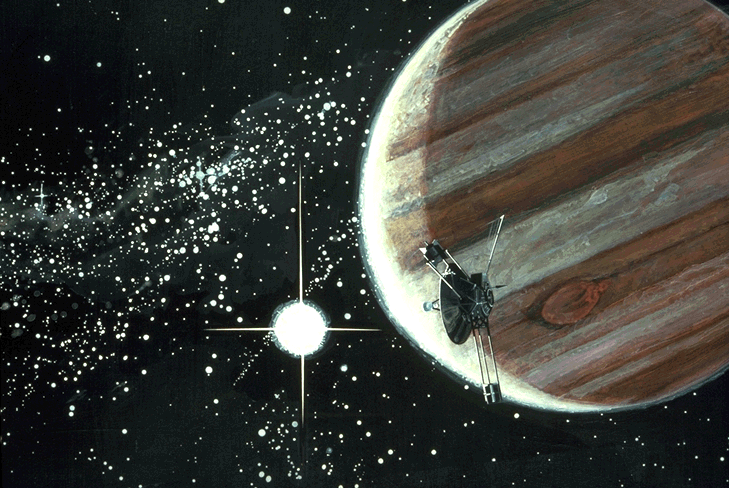
«Пионер-10» — первый пролёт вблизи Юпитера

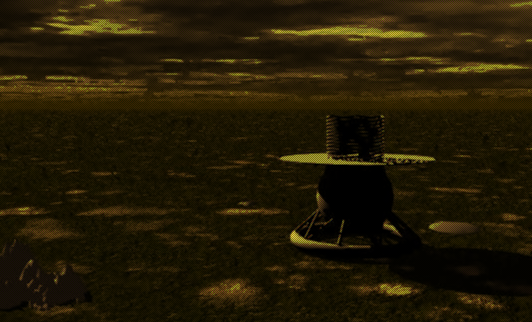
«Венера-9» — первая передача изображений с поверхности Венеры

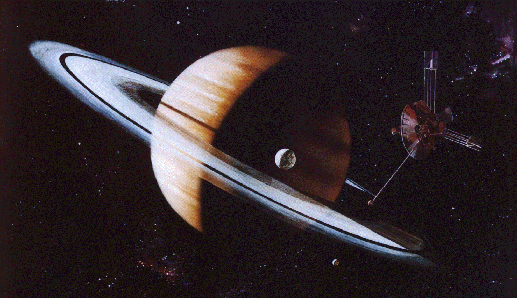
«Пионер-11» — первый пролёт вблизи Сатурна

- Аполлон-14 — 31 января 1971 — пилотируемая посадка на Луне
- Салют-1 — 17 апреля 1971 — первая пилотируемая орбитальная станция
- Маринер-8 — 8 мая 1971 — попытка запустить спутник Марса (неудачный запуск)
- Космос-419 — 10 мая 1971 — попытка запустить спутник Марса (не смог покинуть околоземную орбиту)
- Маринер-9 — 30 мая 1971 — первый искусственный спутник Марса
- Марс-2 — 19 мая 1971 — искусственный спутник Марса и первая попытка мягкой посадки спускаемого аппарата (27 ноября 1971 года — неудачная); первый спускаемый аппарат, достигший поверхности Марса
- Марс-3 — 28 мая 1971 — искусственный спутник Марса; первая мягкая посадка спускаемого аппарата на Марс (2 декабря 1971 года), первая автоматическая марсианская станция (неудачная, передача данных со станции прекратилась вскоре после посадки)
- Аполлон-15 — 26 июля 1971 — пилотируемая посадка на Луне; первое применение лунного автомобиля для транспортировки людей
- Луна-18 — 2 сентября 1971 — попытка доставки на Землю образцов лунного грунта (жёсткая посадка)
- Луна-19 — 28 сентября 1971 — искусственный спутник Луны

1972
- Луна-20 — 14 февраля 1972 — доставка на Землю образцов лунного грунта
- Пионер-10 — 3 марта 1972 — первый космический аппарат во Внешней Солнечной системе; первый аппарат, достигший 3-й космической скорости
- Венера-8 — 27 марта 1972 — доставка спускаемого аппарата на поверхность Венеры[1]
- Космос-482 — 31 марта 1972 — попытка доставить спускаемый аппарат на поверхность Венеры (не смог покинуть околоземную орбиту)[1]
- Аполлон-16 — 16 апреля 1972 — пилотируемая посадка на Луне
- Союз Л-3 — 23 ноября 1972 — попытка запустить спутник Луны? (неудачный запуск)
- Аполлон-17 — 7 декабря 1972 — последняя (на 2025) пилотируемая посадка на Луне

1973
- Луна-21/Луноход-2 — 8 января 1973 — планетоход на Луне
- Пионер-11 — 6 апреля 1973 — космический аппарат для изучения Юпитера и Сатурна
- Скайлэб — 14 мая 1973 — первая американская пилотируемая орбитальная станция
- Эксплорер-49 (RAE-B) — 10 июня 1973 — искусственный спутник Луны; радиоастрономические исследования
- Марс-4 — 21 июля 1973 — попытка запустить спутник Марса (не удалось вывести на орбиту вокруг Марса)
- Марс-5 — 25 июля 1973 — искусственный спутник Марса
- Марс-6 — 5 августа 1973 — облёт Марса и попытка посадки спускаемого аппарата (неудачная, в непосредственной близости к поверхности Марса потеряна связь); первые прямые измерения состава атмосферы, давления и температуры во время снижения спускаемого аппарата на парашюте
- Марс-7 — 9 августа 1973 — облёт Марса и попытка посадки спускаемого аппарата (неудачная, промахнулся мимо Марса)
- Маринер-10 — 3 ноября 1973 — облёт Венеры и первый пролёт вблизи Меркурия
- Пионер-10 — 4 декабря 1973 — первый пролёт вблизи Юпитера

1974
- Луна-22 — 2 июня 1974 — искусственный спутник Луны
- Луна-23 — 28 октября 1974 — попытка доставки на Землю образцов лунного грунта (неудачная, повреждение аппарата при посадке на Луне)
- Гелиос-A — 10 декабря 1974 — искусственный спутник Солнца

1975
- Венера-9 — 8 июня 1975 — первый искусственный спутник Венеры и спуск посадочного модуля; первые снимки с поверхности Венеры
- Венера-10 — 14 июня 1975 — искусственный спутник Венеры и спуск посадочного модуля
- Викинг-1 — 20 августа 1975 — искусственный спутник Марса и первая работающая автоматическая марсианская станция; первые снимки, переданные с поверхности Марса; первые непосредственные исследования атмосферы и грунта; первые эксперименты по поиску жизни на Марсе
- Викинг-2 — 9 сентября 1975 — искусственный спутник Марса и автоматическая марсианская станция
- Луна-1975A — 16 октября 1975 — попытка доставки на Землю образцов лунного грунта? (неудачный запуск)

1976
- Гелиос-B — 15 января 1976 — искусственный спутник Солнца
- Луна-24 — 9 августа 1976 — доставка на Землю образцов лунного грунта

1977
- Вояджер-2 — 20 августа 1977 — космический аппарат для изучения Юпитера и Сатурна
- Вояджер-1 — 5 сентября 1977 — космический аппарат для изучения Юпитера и Сатурна; самый быстрый рукотворный объект; первый покинувший Солнечную систему и наиболее удалённый искусственный объект — расстояние свыше 160 а. е.[2] (2025)

1978
- Пионер-Венера-1 — 20 мая 1978 — искусственный спутник Венеры
- Пионер-Венера-2 — 8 августа 1978 — доставка спускаемых аппаратов в атмосферу Венеры
- ISEE-3 — 12 августа 1978 — исследования солнечного ветра; позже пролетел вблизи кометы Джакобини — Циннера (11 сентября 1985 года) и кометы Галлея — первый пролёт вблизи кометы
- Венера-11 — 9 сентября 1978 — облёт Венеры и посадка спускаемого аппарата
- Венера-12 — 14 сентября 1978 — облёт Венеры и посадка спускаемого аппарата

1979
- Пионер-11 — 1 сентября 1979 — первый пролёт вблизи Сатурна

## 1981—1990
1981

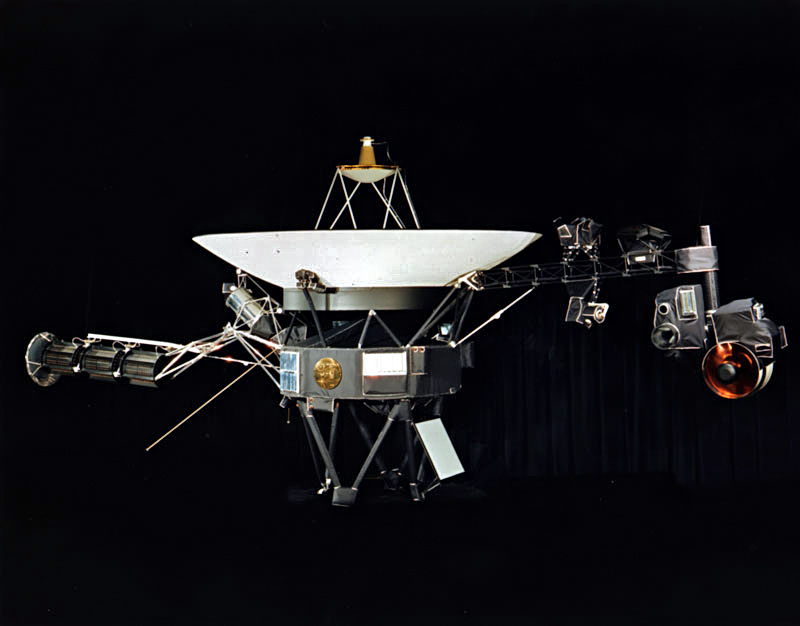
«Вояджер-2» — первый пролёт вблизи Урана и Нептуна

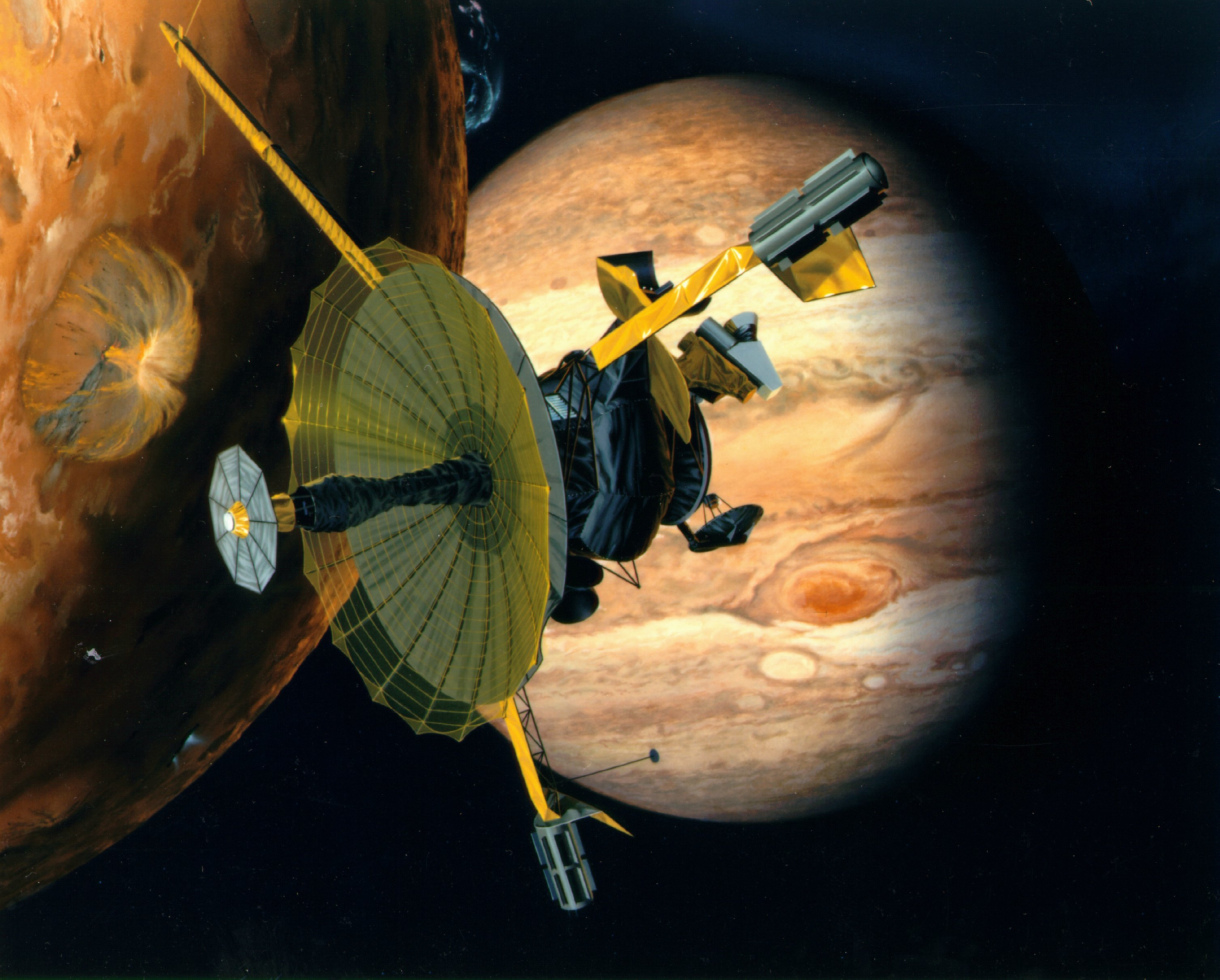
«Галилео» — первый искусственный спутник Юпитера

- Венера-13 — 30 октября 1981 — облёт Венеры и посадка спускаемого аппарата
- Венера-14 — 4 ноября 1981 — облёт Венеры и посадка спускаемого аппарата

1983
- Венера-15 — 2 июня 1983 — искусственный спутник Венеры
- Венера-16 — 7 июня 1983 — искусственный спутник Венеры

1984
- Вега-1 — 15 декабря 1984 — облёт Венеры, посадка спускаемого аппарата, первый аэростатный зонд в атмосфере другой планеты; пролёт вблизи кометы Галлея, первые снимки ядра кометы (6 марта 1986 года)
- Вега-2 — 21 декабря 1984 — облёт Венеры, посадка спускаемого аппарата, аэростатный атмосферный зонд; пролёт вблизи кометы Галлея (9 марта 1986 года)

1985
- Сакигакэ — 7 января 1985 — пролёт вблизи кометы Галлея
- Джотто — 2 июля 1985 — максимально близкий (596 км) пролёт вблизи кометы Галлея (13 марта 1986 года); пролёт вблизи кометы Григга — Скьеллерупа (10 июля 1992 года; отказ фотоаппаратуры)
- Суйсэй (PLANET-A) — 18 августа 1985 — пролёт вблизи кометы Галлея

1986
- Вояджер-2 — 24 января 1986 — первый пролёт вблизи Урана
- Мир — 20 февраля 1986 — первая орбитальная станция модульного типа (сборка завершена в 1996, сведена с орбиты в 2001)

1988
- Фобос-1 — 7 июля 1988 — попытка запустить спутник Марса с посадочными модулями на Фобос (потеряна связь)
- Фобос-2 — 12 июля 1988 — искусственный спутник Марса; первые снимки Фобоса с большим разрешением; предполагалось направить посадочные модули на Фобос (потеряна связь)

1989
- Магеллан — 4 мая 1989 — искусственный спутник Венеры; полномасштабное радиолокационное картографирование планеты (на орбите до 12 октября 1994 года)
- Вояджер-2 — 24 августа 1989 — первый пролёт вблизи Нептуна
- Галилео — 18 октября 1989 — облёт Венеры; первый пролёт вблизи астероида; первое открытие спутника астероида; первый искусственный спутник Юпитера, запуск в атмосферу спускаемого аппарата, сближение с крупными спутниками

1990
- Хитэн — 24 января 1990 — искусственный спутник Луны
- Хаббл — 24 апреля 1990 — космический телескоп на околоземной орбите
- Улисс — 6 октября 1990 — облёт Юпитера и выход на полярную орбиту вокруг Солнца (миссия завершена 30 июня 2009 года[3])

## 1991—2000
1991

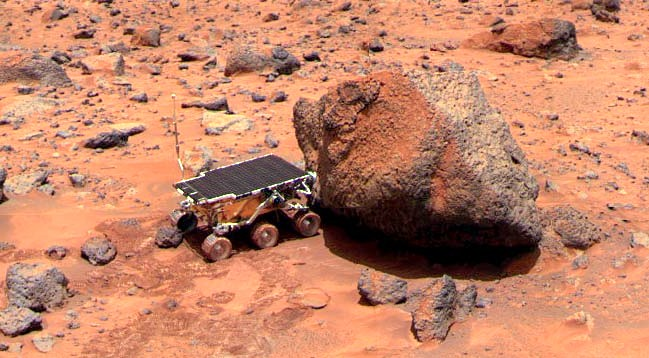
«Mars Pathfinder» — первый планетоход на Марсе

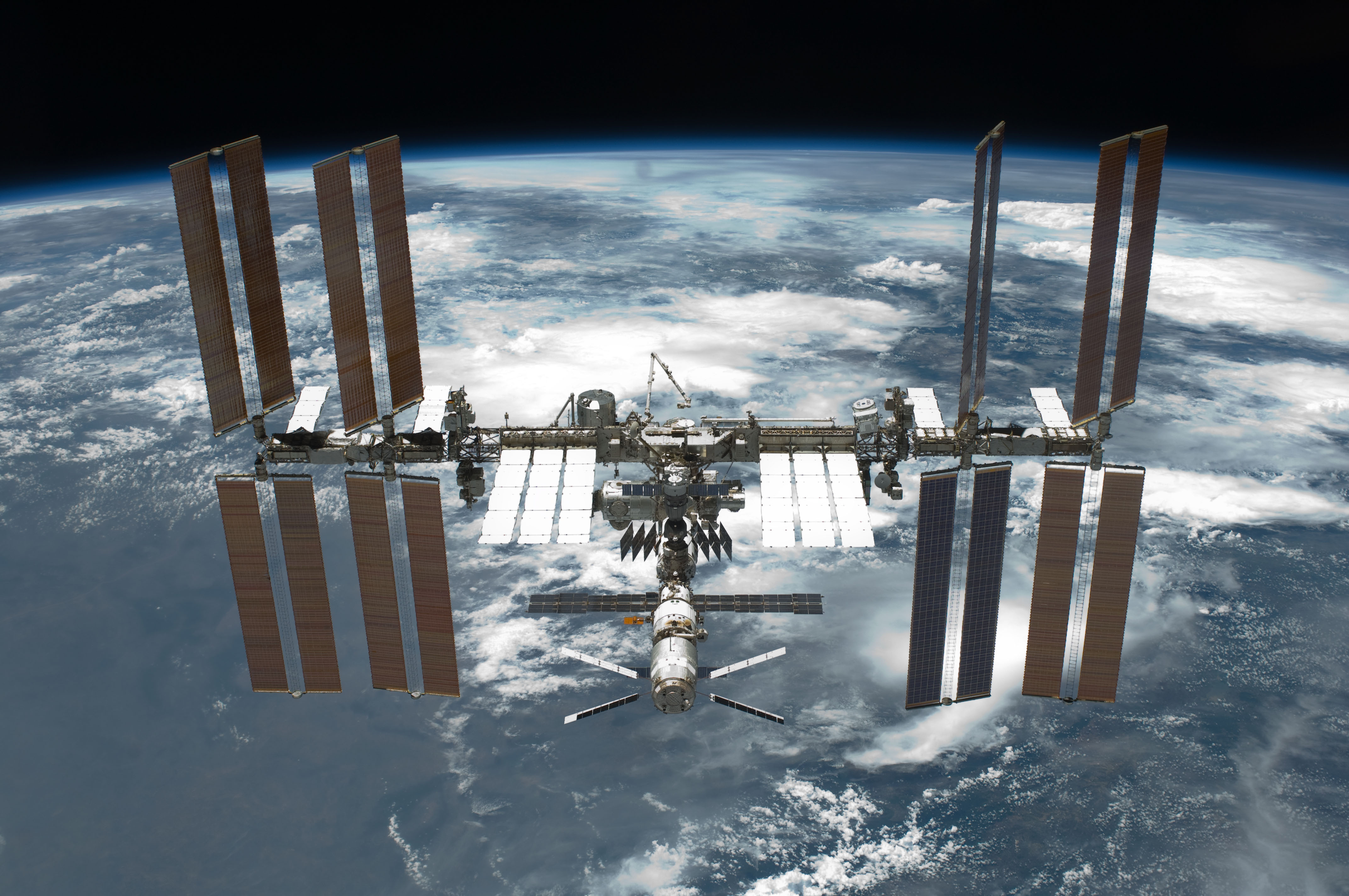
Международная космическая станция

- Yohkoh (Solar-A) — 30 августа 1991 — космическая солнечная обсерватория (на орбите Земли до 12 сентября 2005 года)

1992
- Mars Observer — 25 сентября 1992 — попытка запустить спутник Марса (потеряна связь)

1994
- Клементина — 25 января 1994 — искусственный спутник Луны; попытка облёта астероида (отказ бортового компьютера)
- GGS WIND — 1 ноября 1994 — исследования солнечного ветра

1995
- SOHO — 2 декабря 1995 — космическая солнечная обсерватория, расположенная в точке L1

1996
- NEAR Shoemaker — 17 февраля 1996 — искусственный спутник Эроса; первый пролёт вблизи астероида, сближающегося с Землёй; первый искусственный спутник астероида; первая посадка на астероиде
- Mars Global Surveyor — 7 ноября 1996 — искусственный спутник Марса
- Марс-96 — 16 ноября 1996 — попытка запустить спутник Марса со спускаемыми аппаратами (не смог покинуть околоземную орбиту)
- Mars Pathfinder — 4 декабря 1996 — мягкая посадка на Марс, автоматическая марсианская станция и первый планетоход на Марсе

1997
- ACE — 25 августа 1997 — наблюдения солнечного ветра и «космической погоды»
- Кассини — Гюйгенс — 15 октября 1997 — первый искусственный спутник Сатурна; первая мягкая посадка во Внешней Солнечной системе
- AsiaSat 3/HGS-1 — 24 декабря 1997 — облёт Луны в процессе гравитационного манёвра для выхода на геостационарную орбиту[4]

1998
- Lunar Prospector — 7 января 1998 — искусственный спутник Луны
- Нодзоми (PLANET-B) — 3 июля 1998 — попытка запустить искусственный спутник Марса (не удалось вывести на орбиту вокруг Марса)
- Deep Space 1 — 24 октября 1998 — облёт астероида; облёт кометы
- Международная космическая станция — 20 ноября 1998
- Mars Climate Orbiter — 11 декабря 1998 — попытка запустить спутник Марса (не удалось вывести на орбиту вокруг Марса)

1999
- Mars Polar Lander/Deep Space 2 — 3 января 1999 — попытка мягкой посадки на Марсе (неудачная) и исследования марсианского грунта с помощью ударных зондов (потеряна связь)
- Стардаст — 7 февраля 1999 — первая доставка на Землю образцов вещества хвоста кометы (вернулся 15 января 2006)

## 2001—2010
2001

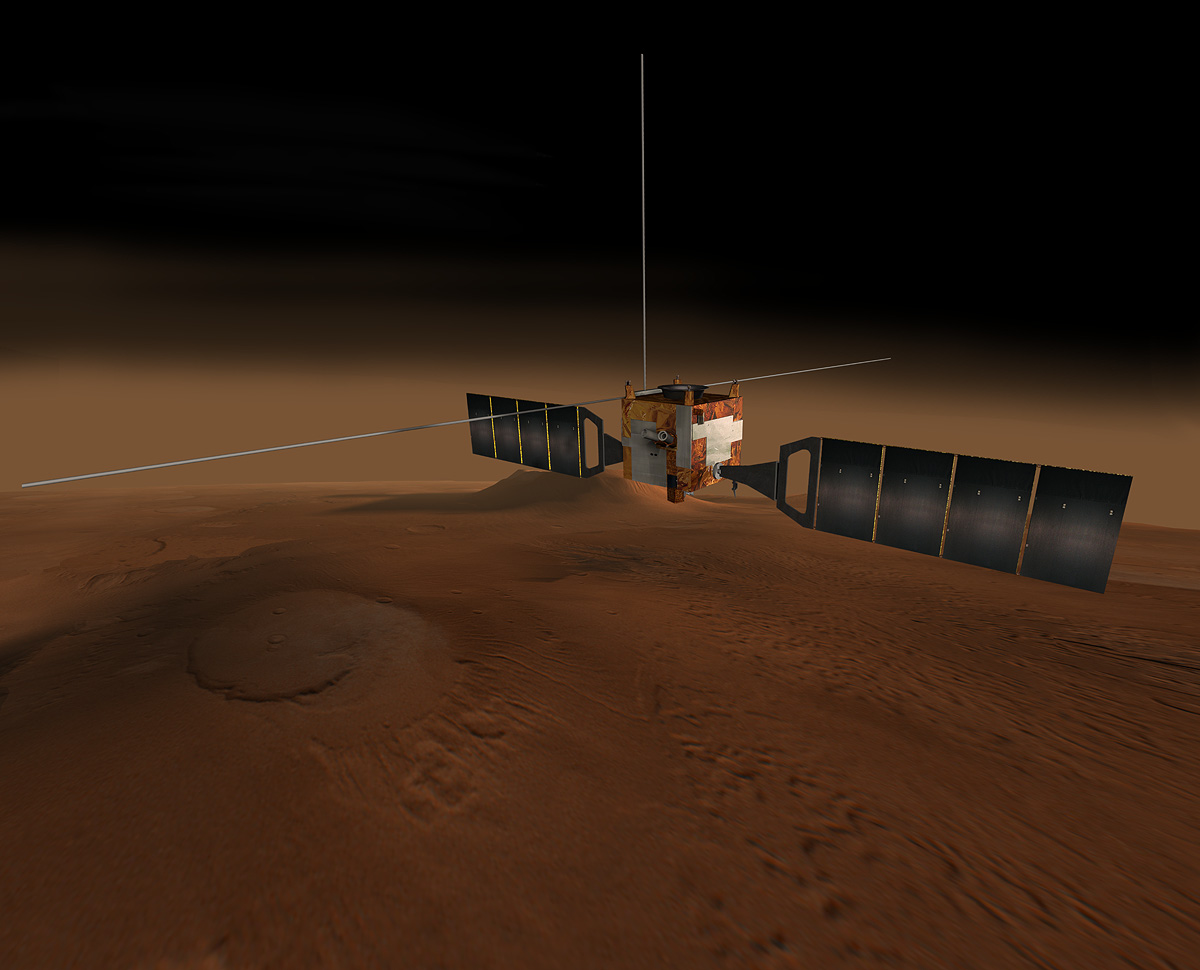
«Марс-экспресс»/«Бигль-2» — первая межпланетная станция, созданная Евросоюзом

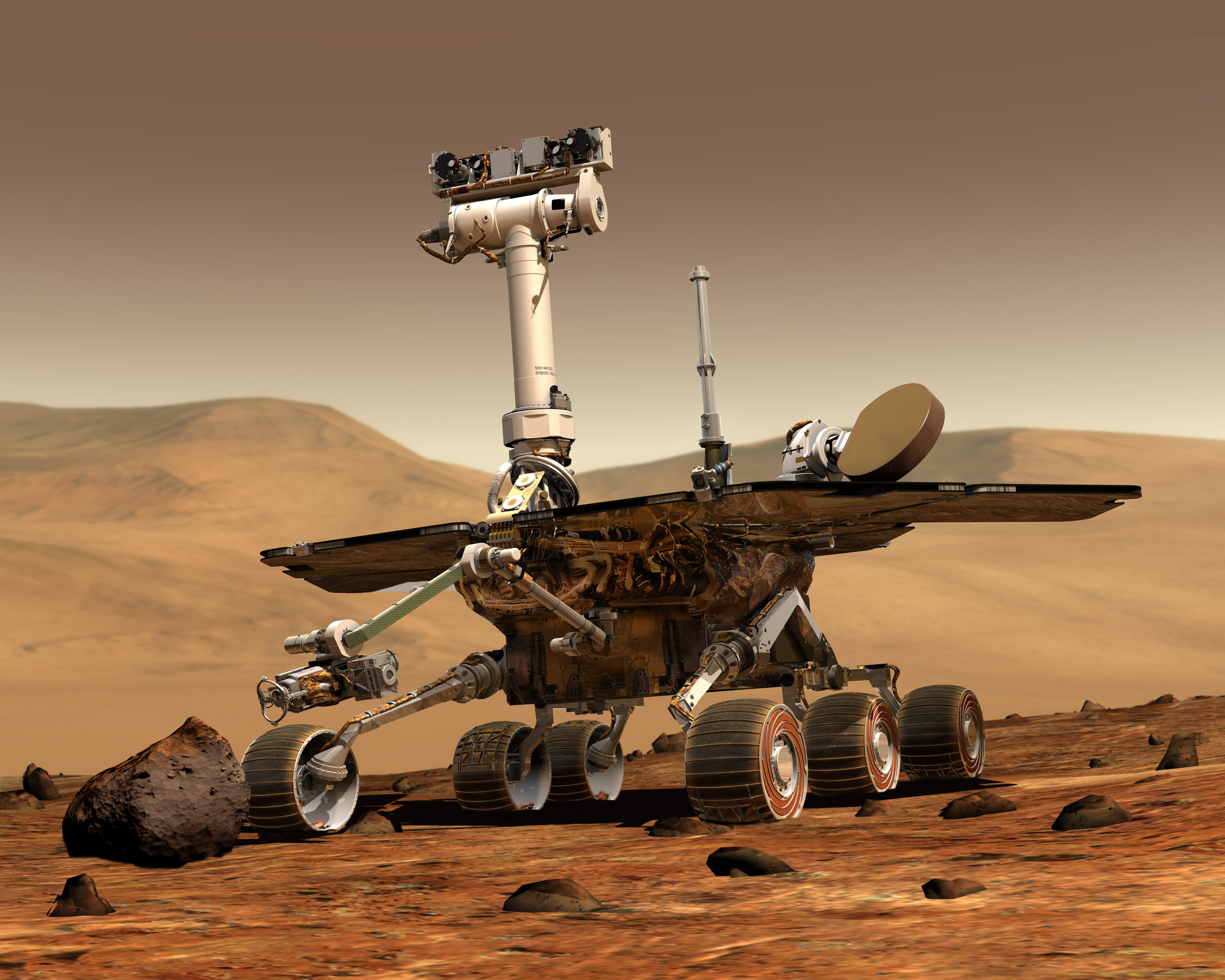
«Спирит» и «Оппортьюнити» — марсоходы второго поколения

«Кассини — Гюйгенс» — первый искусственный спутник Сатурна и первая посадка на Титан

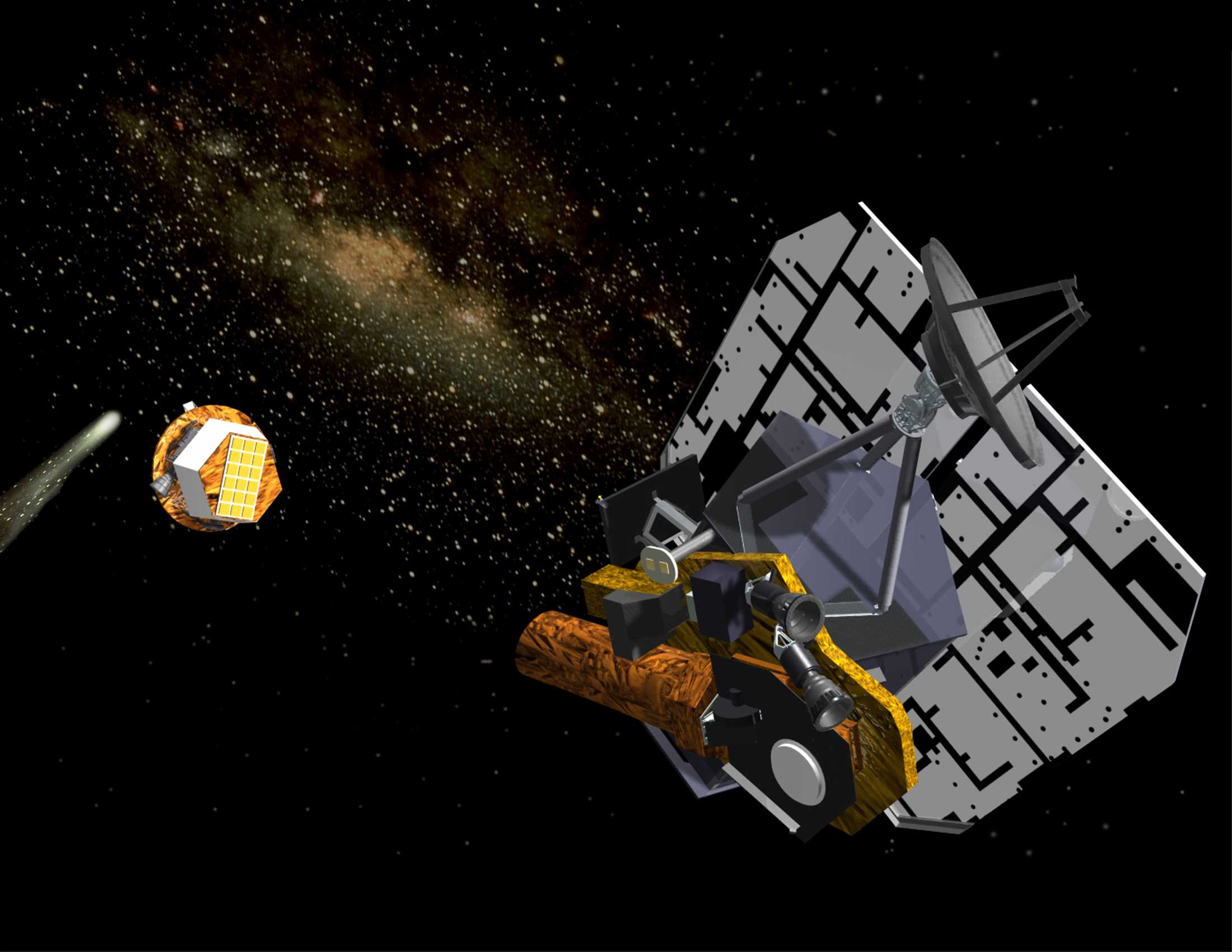
«Дип Импакт» — первое исследование ядра кометы с помощью ударного зонда

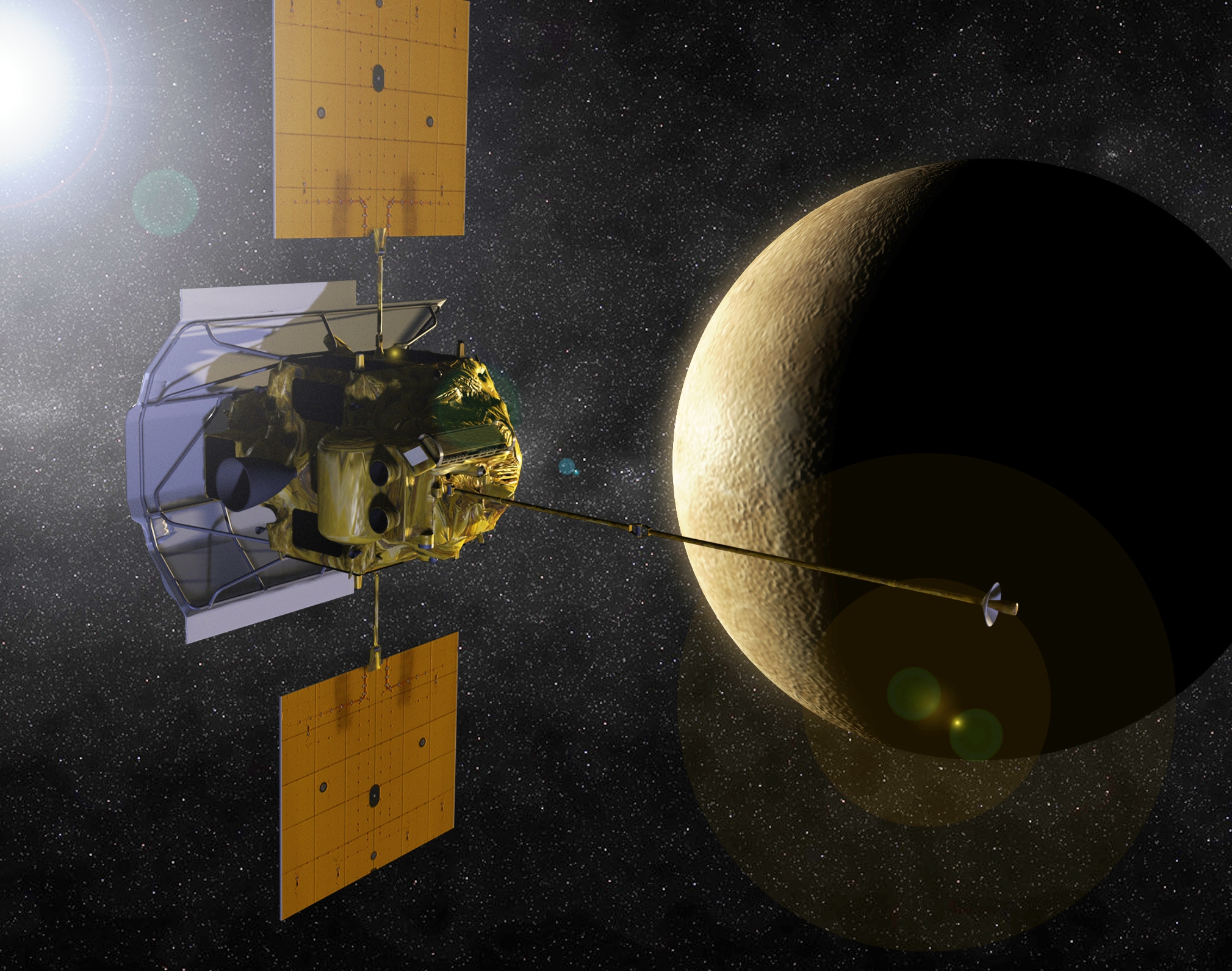
«Мессенджер» — первый искусственный спутник Меркурия

- NEAR Shoemaker — 14 февраля 2001 — первая посадка на астероид Эрос
- Марс Одиссей — 7 апреля 2001 — искусственный спутник Марса
- Genesis — 8 августа 2001 — первая доставка на Землю образцов солнечного ветра

2002
- CONTOUR — 3 июля 2002 — попытка облёта ядер трёх комет (неудачный запуск)

2003
- Хаябуса (Muses-C) — 9 мая 2003 — посадка на астероид Итокава и первая доставка на Землю образцов грунта астероида (вернулся 13 июня 2010)
- Mars Exploration Rover — 10 июня/7 июля 2003 — две мягких посадки на Марс, два планетохода на Марсе («Спирит» и «Оппортьюнити»)
- Марс-экспресс/Бигль-2 — 1 июня 2003 — искусственный спутник Марса; попытка мягкой посадки автоматической марсианской станции (не вышла на связь)
- Смарт-1 — 27 сентября 2003 — искусственный спутник Луны (на орбите до 3 сентября 2006 года)
- Шэньчжоу-5 — 15 октября 2003 — первый китайский пилотируемый орбитальный полёт

2004
- Розетта — 2 марта 2004 — искусственный спутник кометы
- Мессенджер — 3 августа 2004 — первый искусственный спутник Меркурия (на орбите с 18 марта 2011 по 30 апреля 2015)

2005
- Дип Импакт — 12 января 2005 — первое исследование ядра кометы с помощью ударного зонда (4 июля 2005 года); пролёт вблизи кометы Хартли (4 ноября 2010 года)
- Гюйгенс — 14 января 2005 — первая посадка на Титан
- Mars Reconnaissance Orbiter — 12 августа 2005 — искусственный спутник Марса
- Венера-экспресс — 9 ноября 2005 — искусственный спутник Венеры на полярной орбите (на орбите с апреля 2006 по февраль 2015)
- Хаябуса — 20 ноября 2005 — первая посадка на астероид Итокава

2006
- Новые горизонты — 19 января 2006 — первый пролёт вблизи Плутона/Харона (14 июля 2015 года); первый пролёт вблизи объекта пояса Койпера (1 января 2019 года) (миссия продолжается)
- Хинодэ — 22 сентября 2006 — искусственный спутник Солнца
- STEREO — 26 октября 2006 — пара искусственных спутников Солнца (связь окончательно потеряна 22 августа 2016 года[5])

2007
- THEMIS — 17 февраля 2007 — пара микроспутников Луны
- Феникс — 4 августа 2007 — мягкая посадка на Марс, первая автоматическая марсианская станция в полярном районе
- Кагуя (SELENE) — 14 сентября 2007 — искусственные спутники Луны (на орбите до 10 июня 2009 года)
- Dawn — 27 сентября 2007 — первый искусственный спутник Весты (на орбите с 16 июля 2011[6] по 5 сентября 2012); первый искусственный спутник Цереры (на орбите с 6 марта 2015 по 1 ноября 2018[7])
- Чанъэ-1 — 24 октября 2007 — искусственный спутник Луны (на орбите до 1 марта 2009 года)

2008
- Чандраян-1 — 22 октября 2008[8] — искусственный спутник Луны (связь потеряна 29 августа 2009 года); запуск ударного зонда (14 ноября 2008 года) — подтвердил наличие воды на Луне

2009
- Lunar Reconnaissance Orbiter/LCROSS — 18 июня 2009 — искусственный спутник Луны на полярной орбите; запуск ударного зонда

2010
- Обсерватория солнечной динамики — 11 февраля 2010 — космическая солнечная обсерватория
- Акацуки (PLANET-C) — 20 мая 2010 — искусственный спутник Венеры (выход на орбиту вокруг Венеры в 2010 году не удался[9]; произошёл 7 декабря 2015 года[10]; связь потеряна в апреле 2024 года[11])
- PICARD[англ.] — 15 июня 2010 — искусственный спутник Солнца (на орбите до 4 апреля 2014 года[12])
- Чанъэ-2 — 1 октября 2010 — искусственный спутник Луны (с 6 октября 2010 по 10 июня 2011); первый пролёт вблизи астероида Таутатис (13 декабря 2012 года)

## 2011—2020
2011

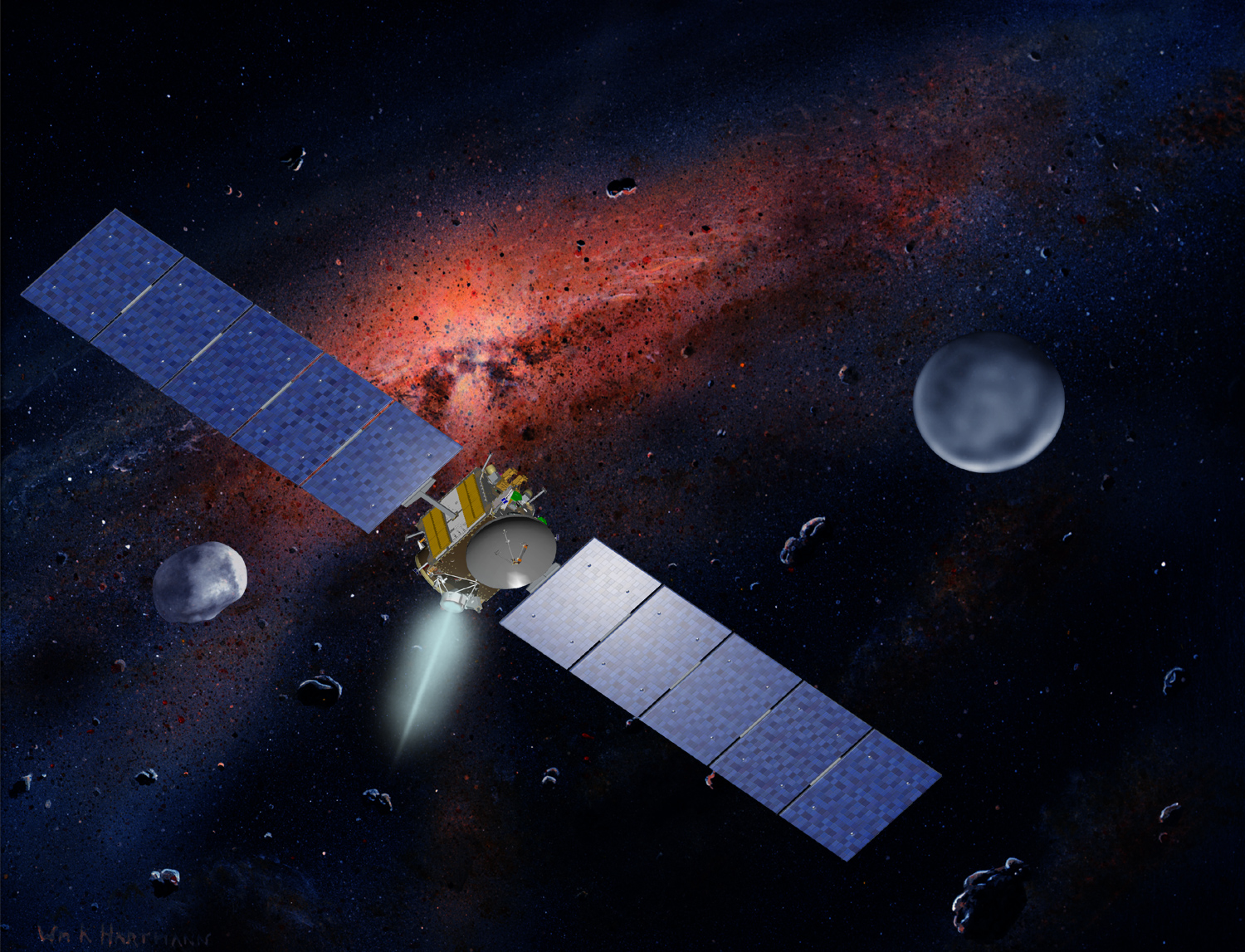
«Dawn» — изучение астероидов Веста и Церера

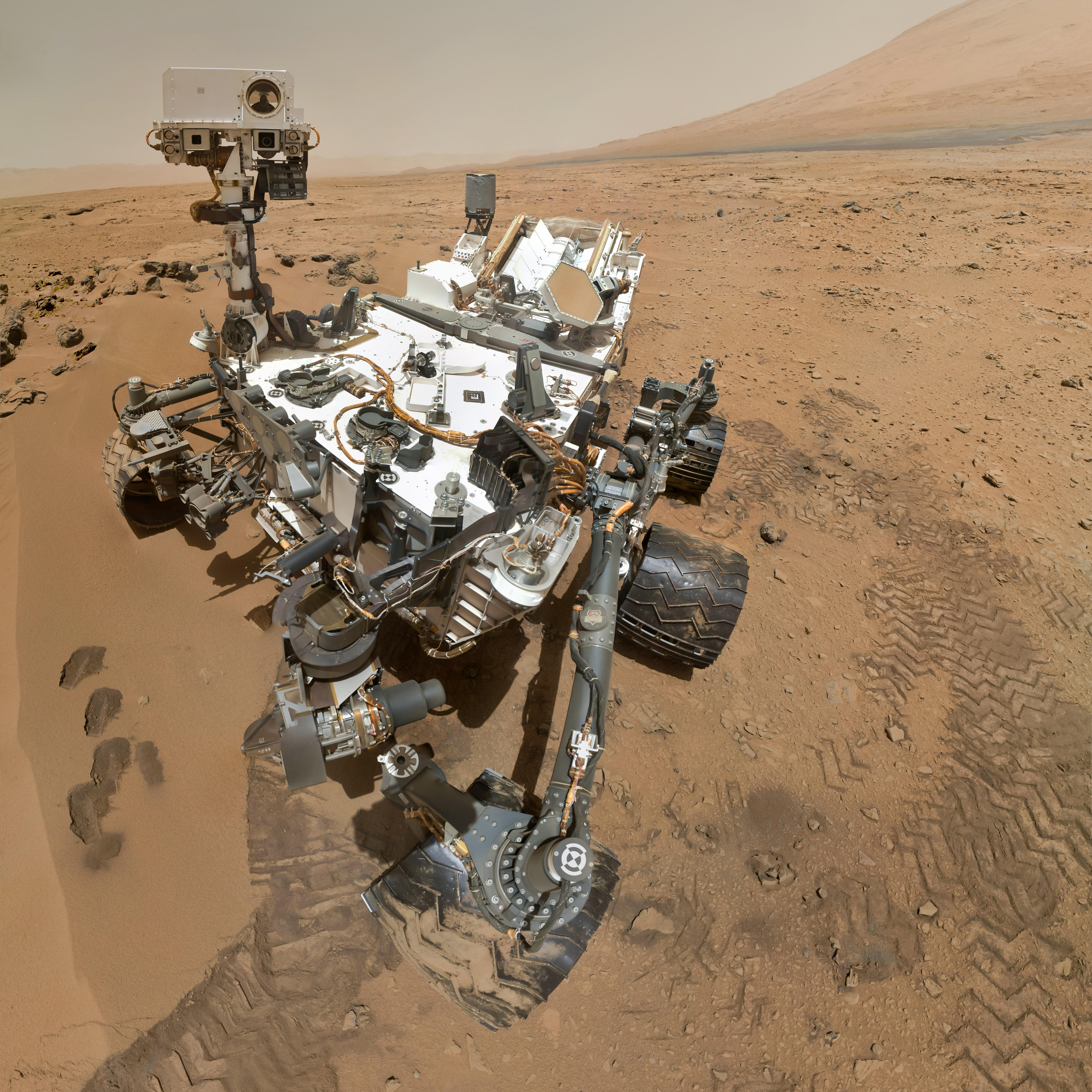
«Кьюриосити» — марсоход третьего поколения исследует Марс

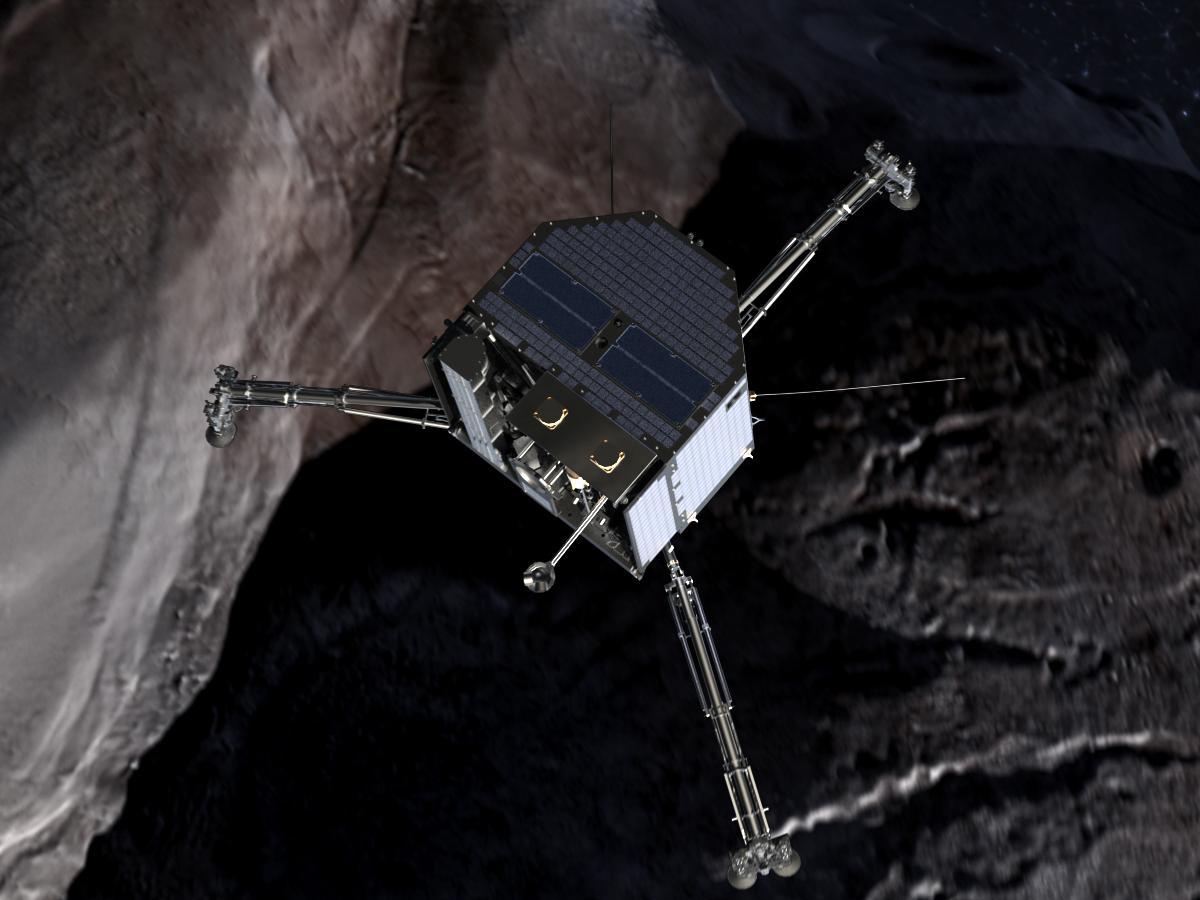
«Филы» — первая посадка на ядро кометы

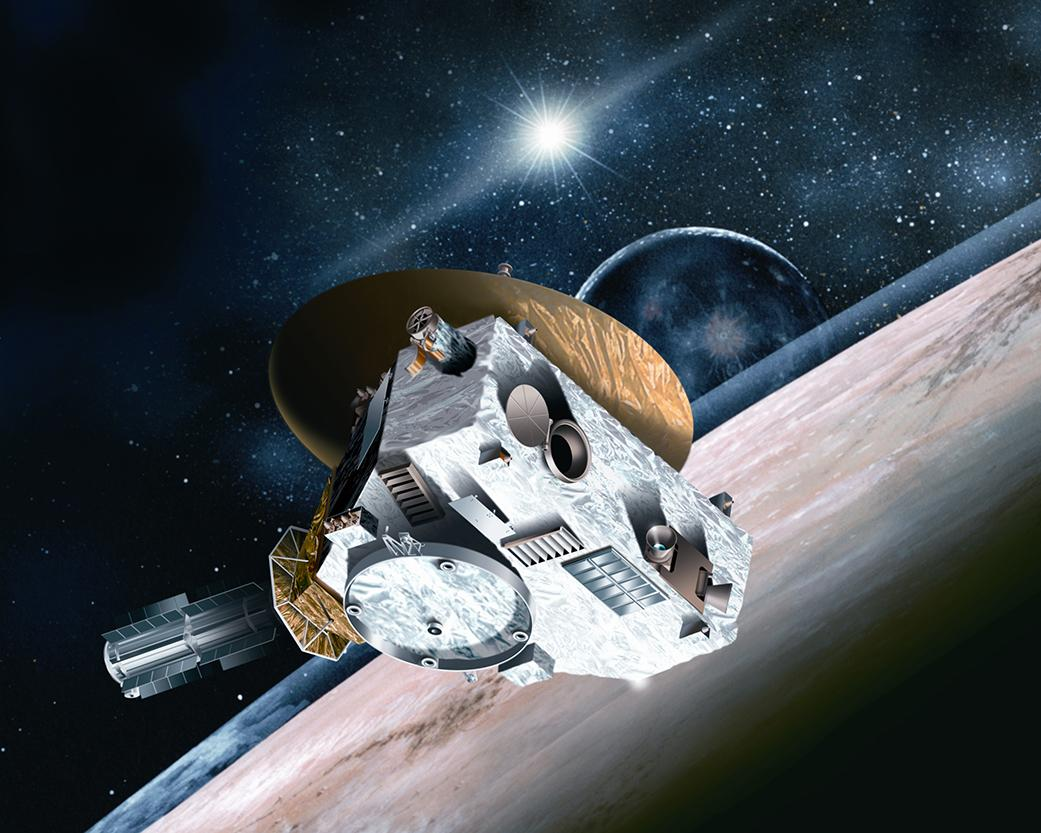
«Новые горизонты» — первый пролёт вблизи Плутона

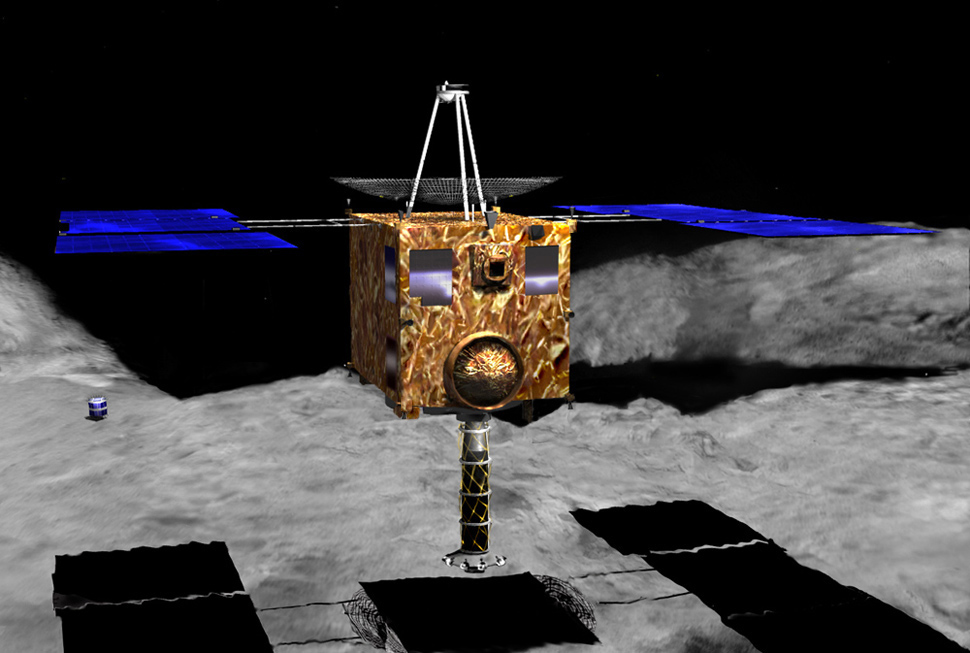
«Хаябуса-2» — отбор вещества с поверхности астероида Рюгу

- Радиоастрон — 18 июля 2011 — орбитальная обсерватория для исследований в радиодиапазоне (связь потеряна 10 января 2019 года[13])
- Юнона — 5 августа 2011 — искусственный спутник Юпитера (вышел на полярную орбиту вокруг Юпитера 5 июля 2016 года[14])
- GRAIL — 10 сентября 2011 — пара искусственных спутников Луны (на орбите до 18 декабря 2012 года)
- Тяньгун-1 — 29 сентября 2011 — первая китайская орбитальная станция (на орбите до 2 апреля 2018 года[15])
- Фобос-Грунт/Инхо-1 — 9 ноября 2011 — доставка на Землю образца грунта Фобоса, искусственный спутник Марса (не смог покинуть околоземную орбиту)
- Mars Science Laboratory (Кьюриосити) — 26 ноября 2011 — мягкая посадка на Марс, планетоход на Марсе (с 6 августа 2012 года)

2012
- Van Allen Probes — 30 августа 2012 — исследования радиационных поясов Ван Аллена (функционировали до 19 июля/18 октября 2019 года[16])

2013
- IRIS — 27 июня 2013 — исследования Солнца
- LADEE — 7 сентября 2013 — искусственный спутник Луны (на орбите до 17 апреля 2014 года[17])
- SPRINT-A (HISAKI) — 14 сентября 2013 — японская орбитальная ультрафиолетовая обсерватория; исследование планет Солнечной системы с околоземной орбиты (миссия завершена 8 декабря 2023 года[18])
- Мангальян — 5 ноября 2013 — искусственный спутник Марса[19] (связь потеряна в апреле 2022 года[20])
- MAVEN — 18 ноября 2013 — искусственный спутник Марса[21]
- Чанъэ-3/Юйту — 1 декабря 2013 — планетоход на Луне[22] (с 15 декабря 2013 по 12 февраля 2014)

2014
- Чанъэ-5Т1 — 23 октября 2014 — облёт вокруг Луны, тестирование возвращаемого модуля для аппарата Чанъэ-5
- Филы — 12 ноября 2014 — первая посадка на ядро кометы
- Хаябуса-2 — 3 декабря 2014 — доставка на Землю образцов грунта с астероида (на орбите астероида с 28 июня 2018 года по 13 ноября 2019 года[23]) (миссия продолжается, ведётся поиск новой цели)
- Орион-1 — 5 декабря 2014 — тестовый беспилотный запуск пилотируемого космического корабля, предназначенного для будущих полётов к Луне и Марсу

2015
- DSCOVR — 11 февраля 2015 — дистанционное зондирование Солнца и Земли космическим аппаратом, выведенным в точку L1
- Magnetospheric Multiscale Mission — 13 марта 2015 — изучение магнитосферы Земли
- Astrosat — 28 сентября 2015 — первая индийская космическая обсерватория, работающая в широком диапазоне длин волн

2016
- Mars Science Orbiter/Скиапарелли — 14 марта 2016 — искусственный спутник Марса (на орбите с 19 октября 2016 года); посадочный аппарат (разбился при посадке)
- OSIRIS-REx — 8 сентября 2016 — доставка на Землю образцов грунта с астероида (на орбите вокруг астероида Бенну с 3 декабря 2018 года[24] по 10 мая 2021 года) (миссия продолжается, идёт полёт к астероиду Апофис)

2018
- InSight — 5 мая 2018 — мягкая посадка на Марс (миссия завершена в декабре 2022 года[25])
- Цюэцяо — 20 мая 2018 — спутник-ретранслятор в точке L2 для станции Чанъэ-4
- Solar Probe Plus — 12 августа 2018 — искусственный спутник Солнца для изучения его короны; аппарат, достигший рекордного сближения с Солнцем[26][27]
- Хаябуса-2 — 21 сентября 2018 — первая посадка на астероид Рюгу[28]
- BepiColombo — 20 октября 2018 — искусственный спутник Меркурия (выход на орбиту планируется в ноябре 2026 года[29])
- Чанъэ-4/Юйту-2 — 7 декабря 2018 — первая посадка на обратной стороне Луны и планетоход (с 3 января 2019 года)

2019
- Берешит — 22 февраля 2019 — частный микрозонд и лунный посадочный аппарат (разбился при посадке)
- Спектр-РГ — 13 июля 2019 — орбитальная обсерватория для исследований в рентгеновском диапазоне
- Чандраян-2 — 22 июля 2019 — искусственный спутник Луны, луноход (разбился при посадке)

2020
- Solar Orbiter — 10 февраля 2020 — искусственный спутник Солнца. Детальные изучение внутренней гелиосферы и зарождающегося солнечного ветра
- Аль-Амаль — 19 июля 2020 — искусственный спутник Марса
- Тяньвэнь-1 — 23 июля 2020 — искусственный спутник Марса и планетоход на Марсе (связь потеряна в мае 2022 года[30])
- Марс-2020 — 30 июля 2020 — планетоход и вертолёт (миссия завершена в январе 2024 года[31]) на Марсе
- Чанъэ-5 — 23 ноября 2020 — искусственный спутник Луны, доставка образцов лунного грунта на Землю

## 2021—…
2021

Космический телескоп «Джеймс Уэбб» в полностью развёрнутом виде

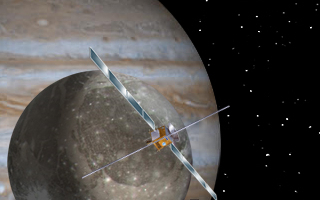
Космический аппарат JUICE на орбите Юпитера

- Lucy — 16 октября 2021 — исследование троянских астероидов Юпитера (прибытие в точку Лагранжа L4 запланировано на 2027 год)
- DART/LICIACube[англ.] — 24 ноября 2021 — исследование астероида Дидим с помощью ударного зонда (связь потеряна осенью 2022 года[32])
- Джеймс Уэбб — 24 декабря 2021 — орбитальная инфракрасная обсерватория

2022
- Данури — 4 августа 2022 — искусственный спутник Луны[33]
- Артемида-1 — 16 ноября 2022 — беспилотный облёт Луны в рамках испытаний космического корабля «Орион»

2023
- Jupiter Icy Moon Explorer — 14 апреля 2023 — исследование галилеевых спутников Юпитера: Ганимеда, Каллисто и Европы (выход на орбиту Юпитера запланирован на 2031 год)
- Чандраян-3 — 14 июля 2023 — искусственный спутник Луны, первая автоматическая лунная станция и планетоход в полярном районе[34]
- Луна-25 — 11 августа 2023 — искусственный спутник Луны, посадка в районе Южного полюса Луны (19 августа станция разбилась о поверхность Луны[35][36][37])
- Aditya-L1 — 2 сентября 2023 — исследование атмосферы Солнца из точки Лагранжа L1[38]
- SLIM — 6 сентября 2023 — малая посадочная миссия к Луне с двумя луноходами[39] (миссия завершена в мае 2024 года[40])
- Psyche — 13 октября 2023 — исследование астероида Психея (выход на орбиту запланирован на 2029 год[41])

2024
- Peregrine Mission One — 8 января 2024 — лунный посадочный аппарат (посадка отменена в связи с утечкой топлива[42])
- IM-1 — 15 февраля 2024 — посадка на Луну в районе южного полюса в рамках программы Commercial Lunar Payload Services; первая посадка частного аппарата на поверхность космического тела
- Цюэцяо-2[англ.] — 20 марта 2024 — спутник-ретранслятор для станции Чанъэ-6
- Чанъэ-6 — 3 мая 2024 — доставка образцов лунного грунта на Землю
- Гера — 7 октября 2024 — исследование астероида Дидим (прибытие к астероиду запланировано на декабрь 2026 года[43])
- Europa Clipper — 14 октября 2024 — запуск космического аппарата к Европе, спутнику Юпитера (выход на орбиту Юпитера запланирован на 2030 год)

2025
- Blue Ghost M1 — 15 января 2025 — посадка на Луну частного посадочного модуля, первая миссия Firefly Aerospace
- HAKUTO-R Misson 2 — 15 января 2025 — посадочная миссия к Луне с микролуноходом (посадка запланирована на май 2025 года[44])
- IM-2 — 27 февраля 2025 — посадка на Луну частного посадочного модуля[45])

## Проектировавшиеся или запланированные
2025

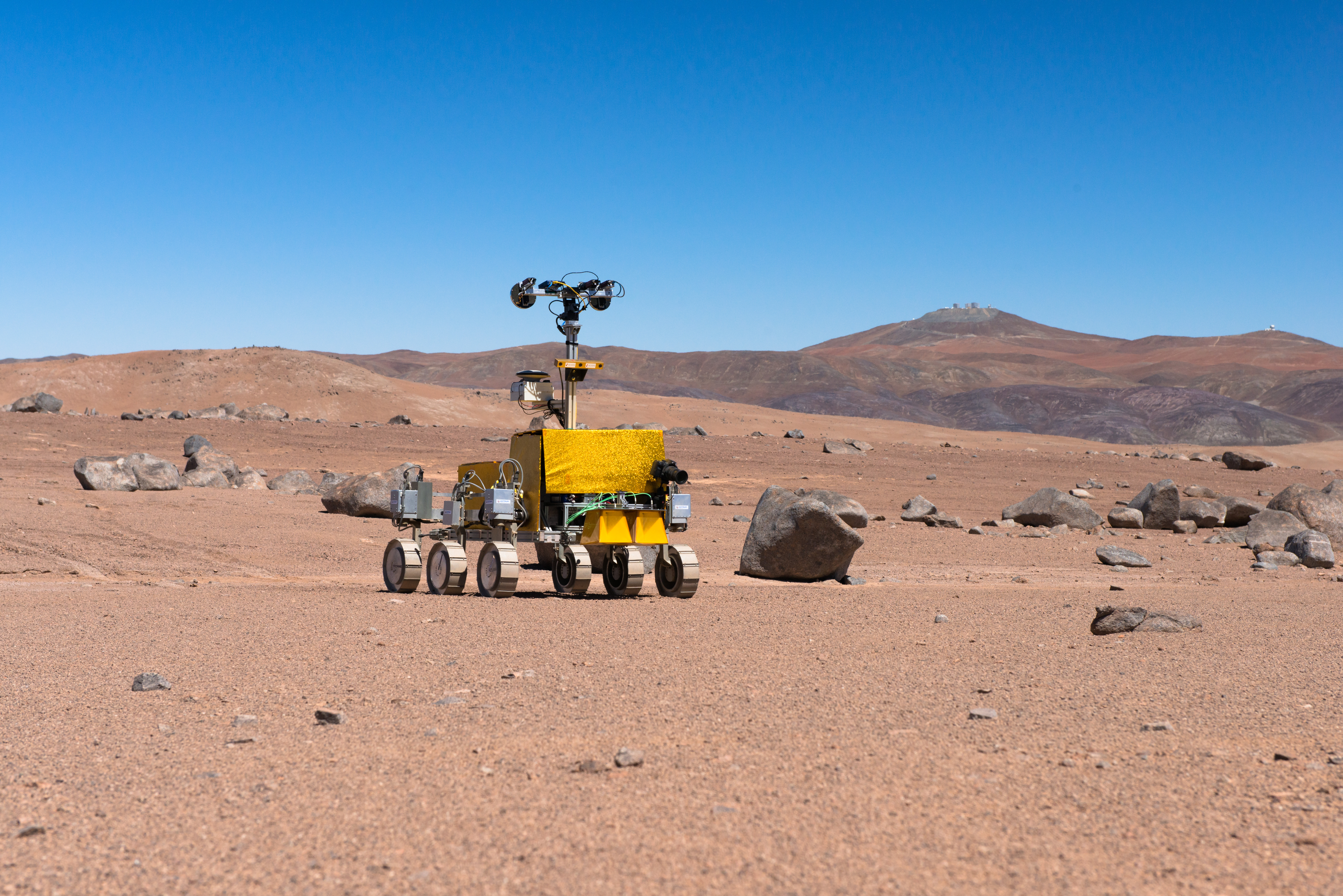
Наземные испытания марсохода, созданного в рамках программы «Экзомарс» — совместного проекта Евросоюза и России

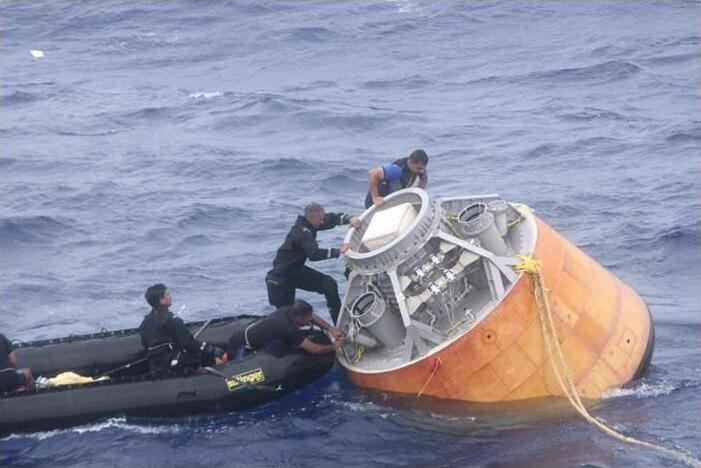
Приводнившийся макет индийского пилотируемого корабля «Гаганьян»

- EscaPADE — запуск двух микроспутников на орбиту Марса для изучения его магнитосферы (весна)
- Тяньвэнь-2 — посадка и возврат грунта с астероида Камоалева[46]; исследования кометы 311P/PANSTARRS (май)

2026
- IM-3 — посадка на Луну частного посадочного модуля, третья миссия Intuitive Machines
- Venus Life Finder — малый атмосферный зонд к Венере; первая частная миссия к Венере
- Артемида-2 — пилотируемый облёт Луны (апрель[47])
- Чанъэ-7 — посадка на южный полюс Луны
- Сюньтянь — первый китайский космический телескоп
- Гаганьян — первый индийский пилотируемый орбитальный полёт[48]
- Мангальян-2 — искусственный спутник Марса; посадочный аппарат и, возможно, марсоход[49]
- MMX — искусственный спутник Марса; посадка на Фобос (запланирована на начало 2029 года) и доставка на Землю образцов его грунта; фотографирование с близкого расстояния Деймоса[50]

2027
- Артемида-3 — пилотируемая посадка на Луну (июль[47])
- Луна-26 — искусственный спутник Луны (сентябрь-октябрь[51])
- Lunar Gateway — пилотируемая космическая станция на орбите Луны (декабрь[52])

2028
- Dragonfly — запуск космического аппарата к Титану, крупнейшему спутнику Сатурна (июль; посадка на Титан запланирована на 2036 год)
- Экзомарс-2028/Розалинд Франклин — планетоход на Марсе (ноябрь[53])
- Чанъэ-8 — АМС к Луне
- Тяньвэнь-3 — АМС к Марсу
- Чандраян-4 — доставка образцов лунного грунта на Землю[54]
- Шукраян-1 — искусственный спутник Венеры[55]
- DESTINY+[англ.] — исследование астероида Фаэтон[56]
- Луна-27 — посадка на обратную сторону Луны[57]

2029
- Comet Interceptor — «перехватчик» долгопериодических комет[58]
- Тяньвэнь-4 — АМС к Юпитеру и АМС к Урану
- Чандраян-5 — посадочный модуль и луноход на южном полюсе Луны

2030
- Луна-28 — доставка лунного грунта
- Спектр-УФ — орбитальная обсерватория для исследований в ультрафиолетовом диапазоне[59]

2031
- VERITAS — искусственный спутник Венеры[60]
- Athena — орбитальная обсерватория для исследований в рентгеновском диапазоне
- Венера-Д — посадка на Венеру[61]

2032
- DAVINCI — атмосферный зонд Венеры
- Uranus Orbiter and Probe — АМС к Урану

Oтложено или отменено
- MoonLITE[источник не указан 439 дней] — искусственный спутник Луны, ударные зонды (проект закрыт)
- LEO[источник не указан 439 дней] — искусственный спутник Луны (отложено на неопределённое время)
- Венерианский исследовательский зонд (проект закрыт)
- MoonNext[источник не указан 439 дней] — посадка на Луну (проект закрыт)
- Аврора — высадка людей на Луне и на Марсе (отложена на неопределённое время)
- — высадка людей на Луне[62] (отложена на неопределённое время)
- Northern Light — планетоход на Марсе (проект закрыт)
- Венера-Глоб — изучение атмосферы и поверхности Венеры (отложено на неопределённое время)
- Интергелиозонд — искусственный спутник Солнца (отложено на неопределённое время[63])
- Лаплас — Европа П — посадка на спутник Юпитера, Ганимед (отложено на неопределённое время[64])
- Лунный полигон[источник не указан 439 дней] — автоматизированная лунная база (отложено на неопределённое время)
- Марс-Грунт[источник не указан 439 дней] — доставка на Землю образца грунта Марса (отложено на неопределённое время)
- Марс-Астер[источник не указан 439 дней] — планетоход на Марсе (проект закрыт)
- Меркурий-П — посадка на Меркурий (отложено на неопределённое время)
- Фобос-Грунт 2 — доставка на Землю образца грунта Фобоса (отложено на неопределённое время)
- Europa Lander — посадка космического аппарата на Европу, спутник Юпитера (без выхода на орбиту Юпитера[65]; проект отложен из-за ограничения финансирования)
- ILN Node 2 — сеть геофизических АМС на Луне (проект закрыт)
- Марсианская астробиологическая полевая лаборатория — поиск жизни на Марсе (проект отложен из-за ограничения финансирования)
- VIPER — планетоход в районе южного полюса Луны (проект отложен из-за ограничения финансирования[66])
- Mars Sample Return Mission — совместная экспедиция NASA и ESA по доставке на Землю образцов с Марса[67] (проект отложен из-за ограничения финансирования)
- Titan Saturn System Mission — совместная экспедиция NASA и ESA по исследованию Титана: искусственный спутник, посадочный модуль, аэростат (проект отменён, приоритет дан другим исследованиям системы Сатурна)
- Europa Jupiter System Mission — совместная экспедиция NASA и ESA по исследованию Юпитера и его спутников (проект разделён на Europa Clipper и JUICE, смотри выше)
- — высадка людей на Луне[68] (отложена на неопределённое время)